# Liste des monuments de Bamako
Les monuments de Bamako sont des constructions remarquables situées dans la capitale malienne. les plus anciens datent de la période précoloniale (l'obélisque des idéogrammes, l'hippopotame, etc.), d'autres de l'époque coloniale, et un grand nombre de bâtiments sont construits ultérieurement sous la présidence d'Alpha Oumar Konaré dans les années 1990. Parmi les monuments les plus récents se trouvent des monuments panafricanistes, des monuments du  Mali nouveau, et des monuments de la Modernité.

## Introduction

### Contexte
Le Mali - dont Bamako est la capitale - est un pays récent politiquement. La région fut colonisée par la France à partir de 1891 puis indépendant depuis 1960. Avant la période coloniale, les monuments étaient très rares sur le territoire malien. Les plus marquants restent le tombeau des Askia et les mégalithes de Tondi Daru.
En 1968, le général Moussa Traoré renverse le président Modibo Keïta, prend le pouvoir et instaure une dictature. Ce régime prendra fin en 1991, à la suite du coup d'État militaire dirigé par Amadou Toumani Touré. En 1992, Alpha Oumar Konaré est élu président de la république.

### La «déferlante Alpha Oumar Konaré»
Précédemment historien, Alpha Oumar Konaré va profiter de ses deux mandats, de 1992 à 2002, pour lancer une campagne de création de monuments, à Bamako principalement, mais aussi dans toutes les capitales régionales.
En effet, malgré l'arrivée de la démocratie, l'équilibre social est très fragile : le peuple malien a placé de grands espoirs dans un gouvernement qui n'a pas forcément les moyens nécessaires.
Le président Konaré justifiera ces nombreuses constructions aux motifs suivants :
1. Nécessité de construction d'une identité nationale : le Mali étant une création française regroupant de nombreux peuples issus d'empires différents, voir ennemis.
2. Fonction mémorielle : la période post-coloniale ayant bouleversé le pays, il semblait important de conserver une trace du passé.
3. Création d'une unité nationale : les grandes réformes prévues nécessitaient une forte unité nationale pour être socialement acceptées.
4. Volonté d'instruction : ayant effectué toute sa carrière pré-politique dans l'éducation, celle-ci était une des priorités du président.

### Réception des monuments par la population
L'apparition soudaine de nombreux monuments à Bamako n'a pas toujours été applaudie. En effet, le Mali est alors un des pays du monde les plus pauvres et la construction de ces monuments est souvent perçue par la population comme une dépense inutile, voir un hobby du président.
L'on a aussi reproché à ce projet de faire l'apologie d'autres cultures :
1. inspiration « étrangère » (européenne) trop forte de certains monuments.
2. trop grand nombre de monuments liés à la période coloniale et à ses dirigeants.
3. déni de l'islam, par l'hommage à certaines figures animistes.

On a aussi reproché - et on reproche toujours - à ces monuments le manque de légende ou plaque explicative. Cet oubli, jamais justifié, conduira certains monuments à être mal interprétés.

### Place des monuments dans la vie bamakoise
Aujourd'hui, tous ces monuments font partie de la vie bamakoise et contribuent à l'embellissement de la ville. Ils sont devenus les symboles de la ville, à l'image de la Tour Eiffel de Paris. Au delà de l'aspect esthétique, les Bamakois leur reconnaissent aussi un côté didactique (malgré le manque de plaques).
Les institutions, elles, s'en servent comme support lors de diverses cérémonies et commémorations.
La conséquence directe des objectifs d'Alpha Oumar Konaré est le fait qu'ils ont créé une mémoire collective consensuelle. On remarquera que les quelques monuments qui ont été récemment démontés sont ceux associés à des concepts ou des évènements modernes et non culturels.

## Monuments relatifs à l'histoire pré-coloniale

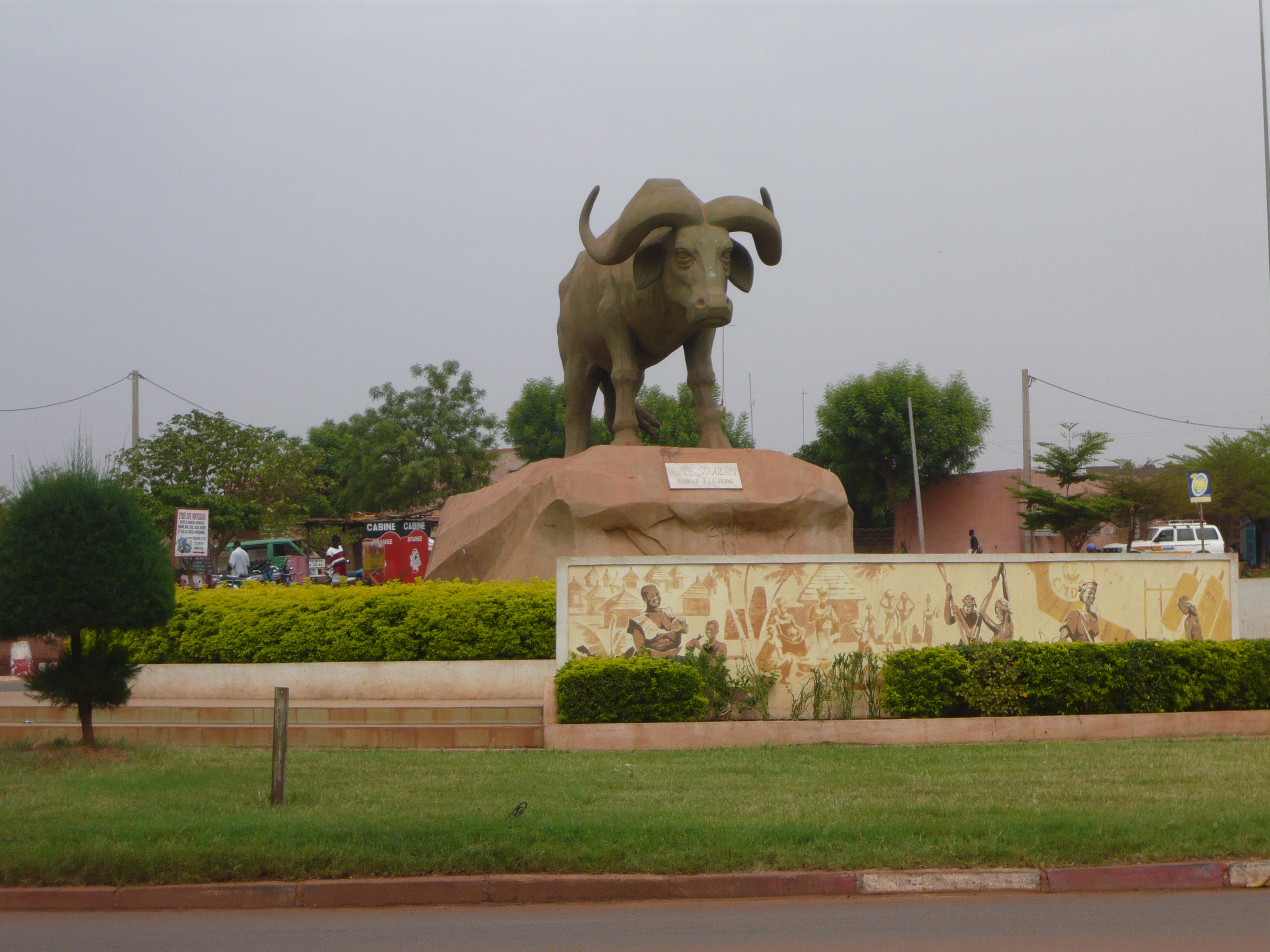
Place de Sogolon
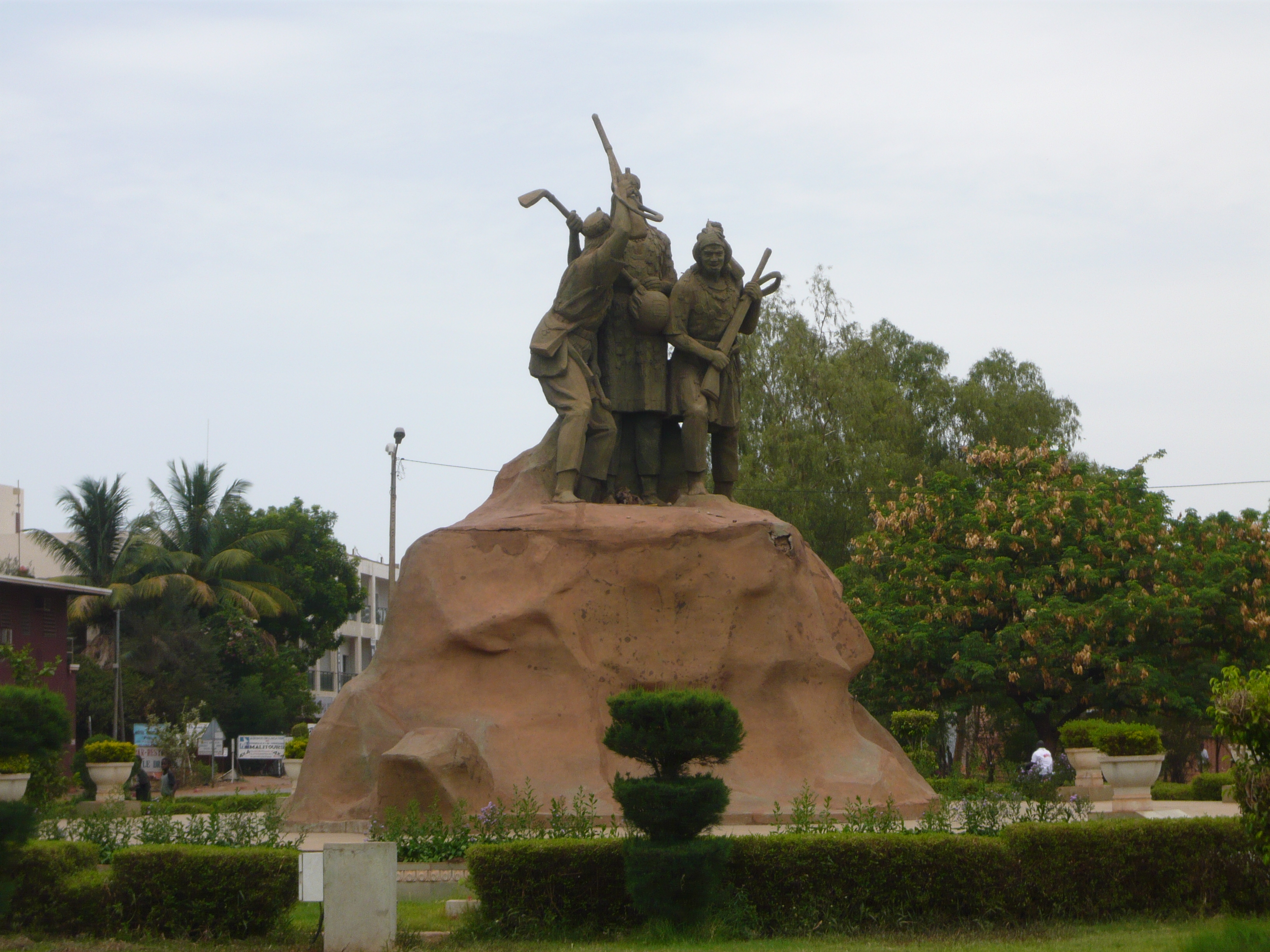
Place de Kontoro ni Saané
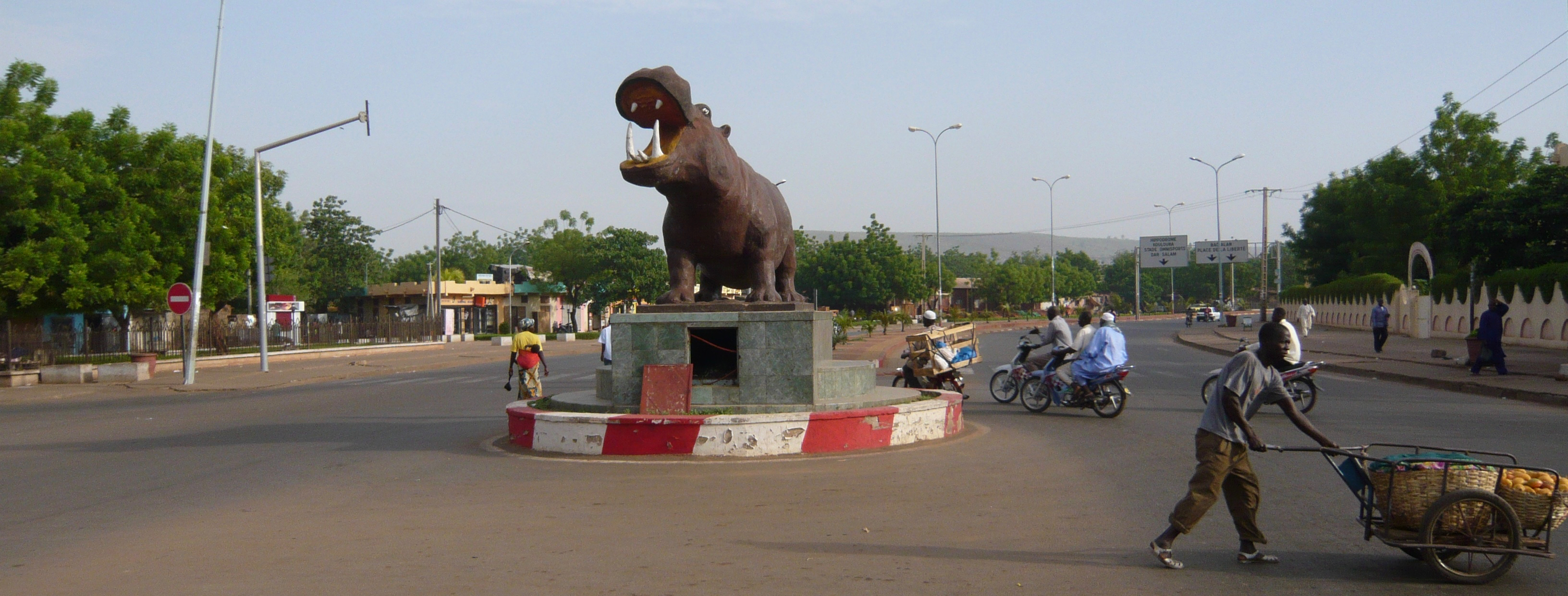
L'hippopotame
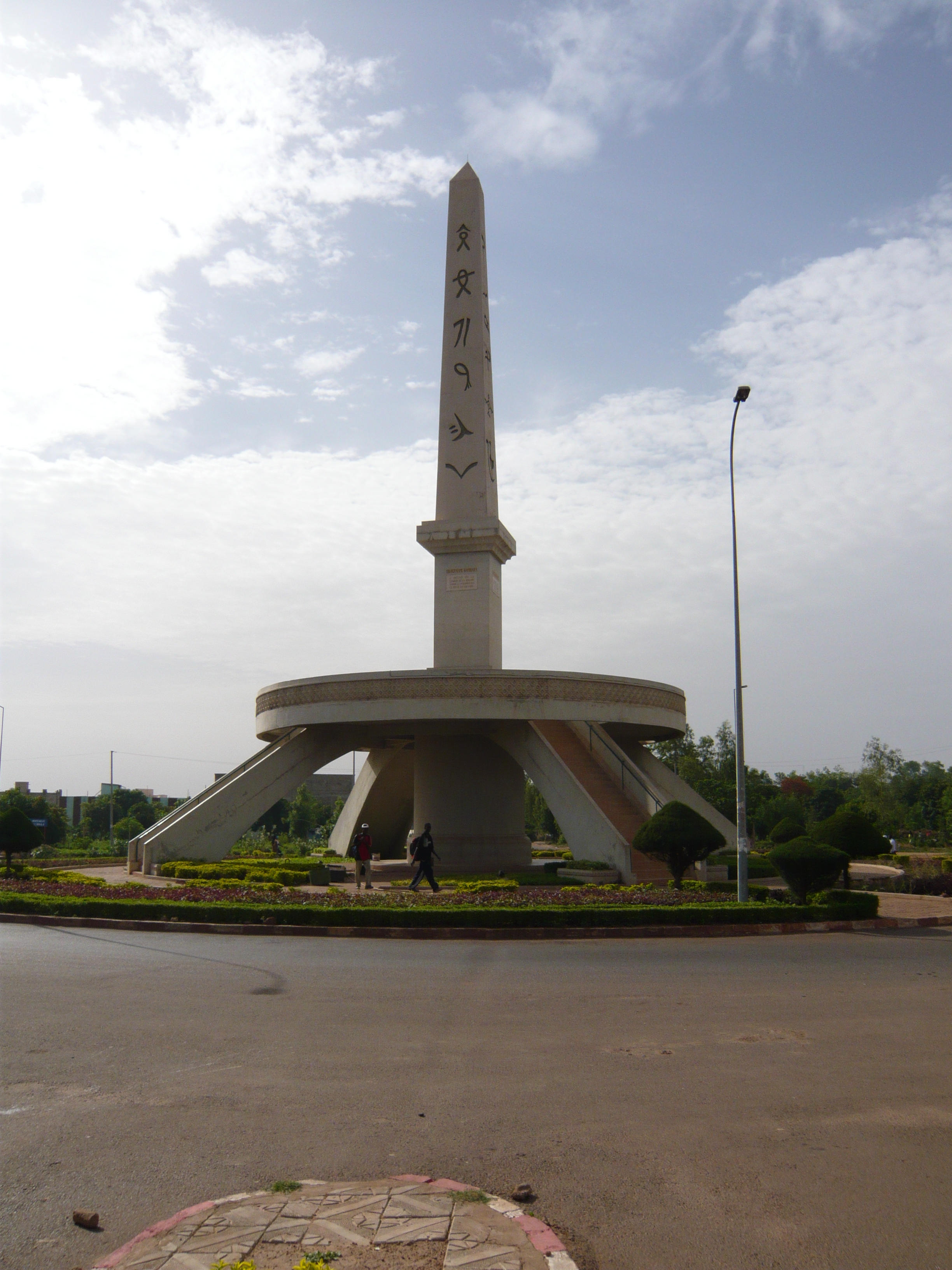
L'obélisque des idéogrammes
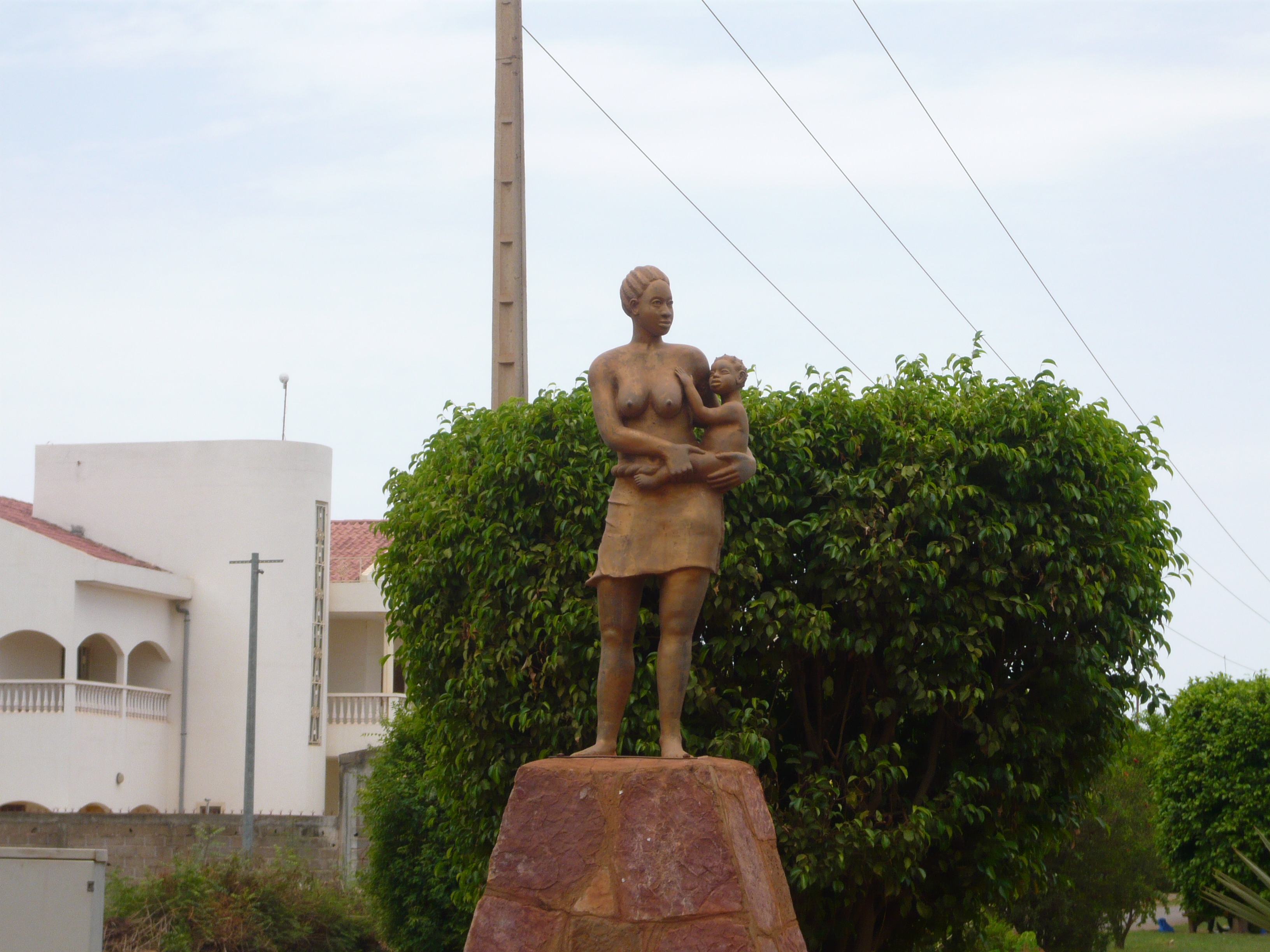
Statue de la maternité
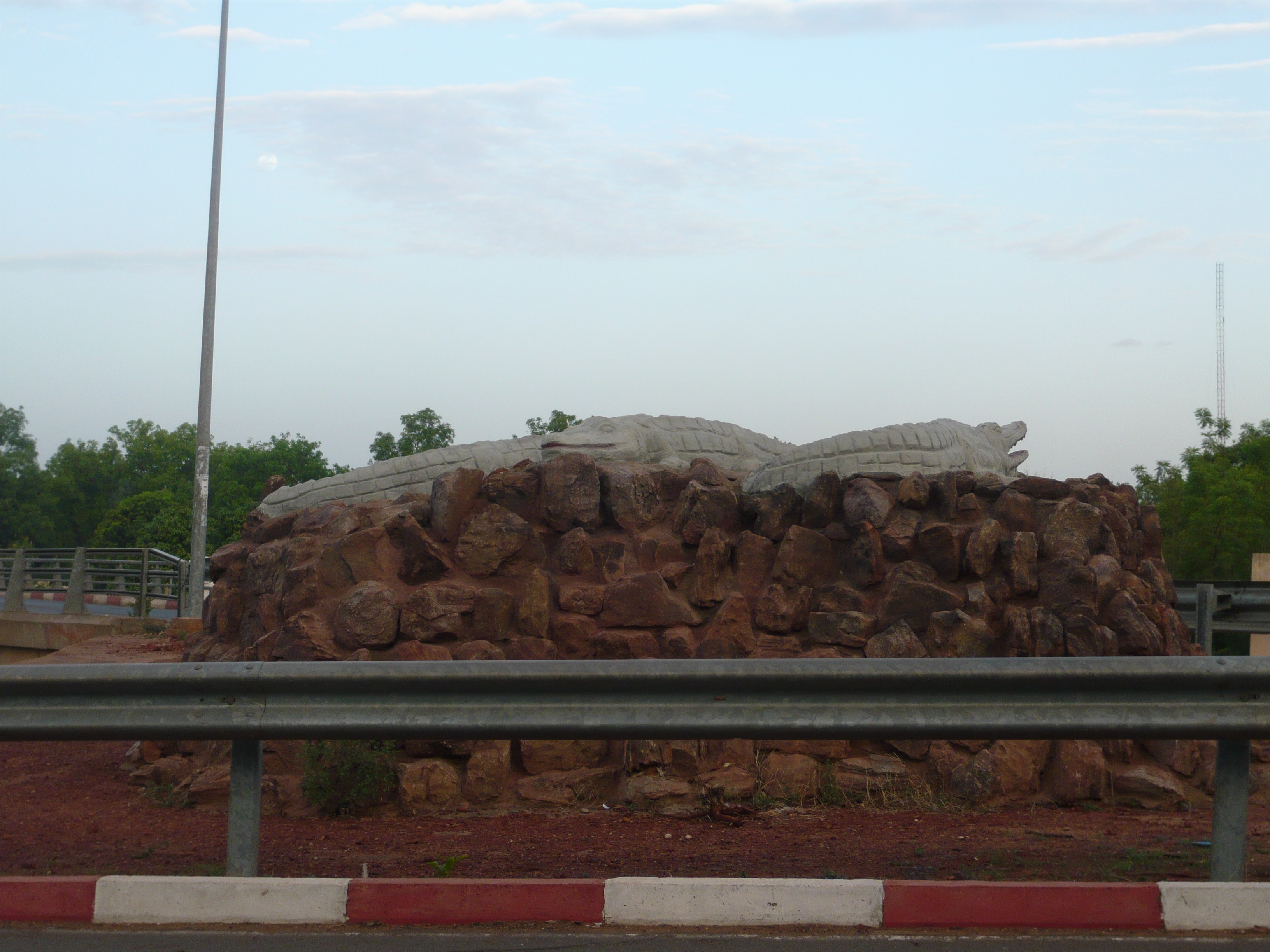
Les trois caïmans

### Place de Sogolon
Situé à Kalabancoura, route de l'aéroport, ce monument présente un buffle : le buffle de Dô et porte le nom de la mère de Sunjata Kéïta (Sogolon). Dans l'épopée mandingue, Dô Kamissa, princesse de Dô s'était transformée en buffle terrorisant les populations. Son frère cadet, le roi Sakaran Koné proposa aux chasseurs l'ayant finalement abattu (les frères Traoré) de choisir parmi ses nombreuses filles. Ils ramenèrent Sogolon Koné, la plus laide, au souverain du Mandé (Famaghan Konaté), qui en fit son épouse.
Ce monument rend hommage à la fois à Dô Kamissa pour son sacrifice et à Sogolon, la mère de Sunjata.
Les fresques qui l'ornent — représentant des femmes maliennes contemporaines dans différents secteurs d'activités — en font un hommage à la femme malienne de tous les temps.

### Place Kontoro ni Saané
Situé à Niaréla, près de l'ambassade de Russie, ce monument érigé en 1924, haut de sept mètres représente, sur un socle en forme tata (fortin africain de type gabion) trois personnages emblématiques de la chasse traditionnelle : le simbo (maître des chasseurs), le sora (musicien animateur) et le donso (chasseur). À l'époque Mandé, les chasseurs avaient un rôle très important de protection des populations et se transmettaient d'anciens et recherchés savoirs.
Kotonro et Saané représentent depuis la nuit des temps les divinités tutélaires de la chasse et font l'objet de rituels et sacrifices.
L'installation de ce monument sera vivement critiquée par certains courants musulmans dénonçant une idolâtrie contraire à leurs commandements.

### L'Hippopotame
Situé boulevard de l'Indépendance, face au monument éponyme, l'hippopotame est au centre d'une des plus belles légendes mandingues, celle de Mali Sadio où l'animal est présenté comme une force tranquille et bienveillante.
Bien que hippopotame se dise màli en bambara, la langue nationale la plus parlée au Mali, il n'est pas à l'origine du nom du pays.

### L'obélisque des Idéogrammes
Situé à l'ACI 2000, l'obélisque comporte des idéogrammes de différentes origines ethniques maliennes sur ses côtés ainsi que des signes de l'alphabet N'ko.
L'obélisque rappelle les mégalithes de Tondi darou (près de Goundam, nord du Mali) et symbolise l'unité.

### Statue de la maternité
Situé à la cité du Niger, face à l'ambassade d'Arabie saoudite, elle représente une mère portant son enfant.
Ce monument rend hommage aux femmes, qui ont joué un grand rôle lors des évènements de 1991.
Comme dans de nombreuses sociétés africaines, la mère dispose, au Mali, d'un statut particulier et positif.

### Les trois caïmans
Les trois caïmans représentent la ville de Bamako (bàmakɔ̌) signifiant «marigot du caïman » en langue bambara.

## Monuments relatifs à l'époque coloniale

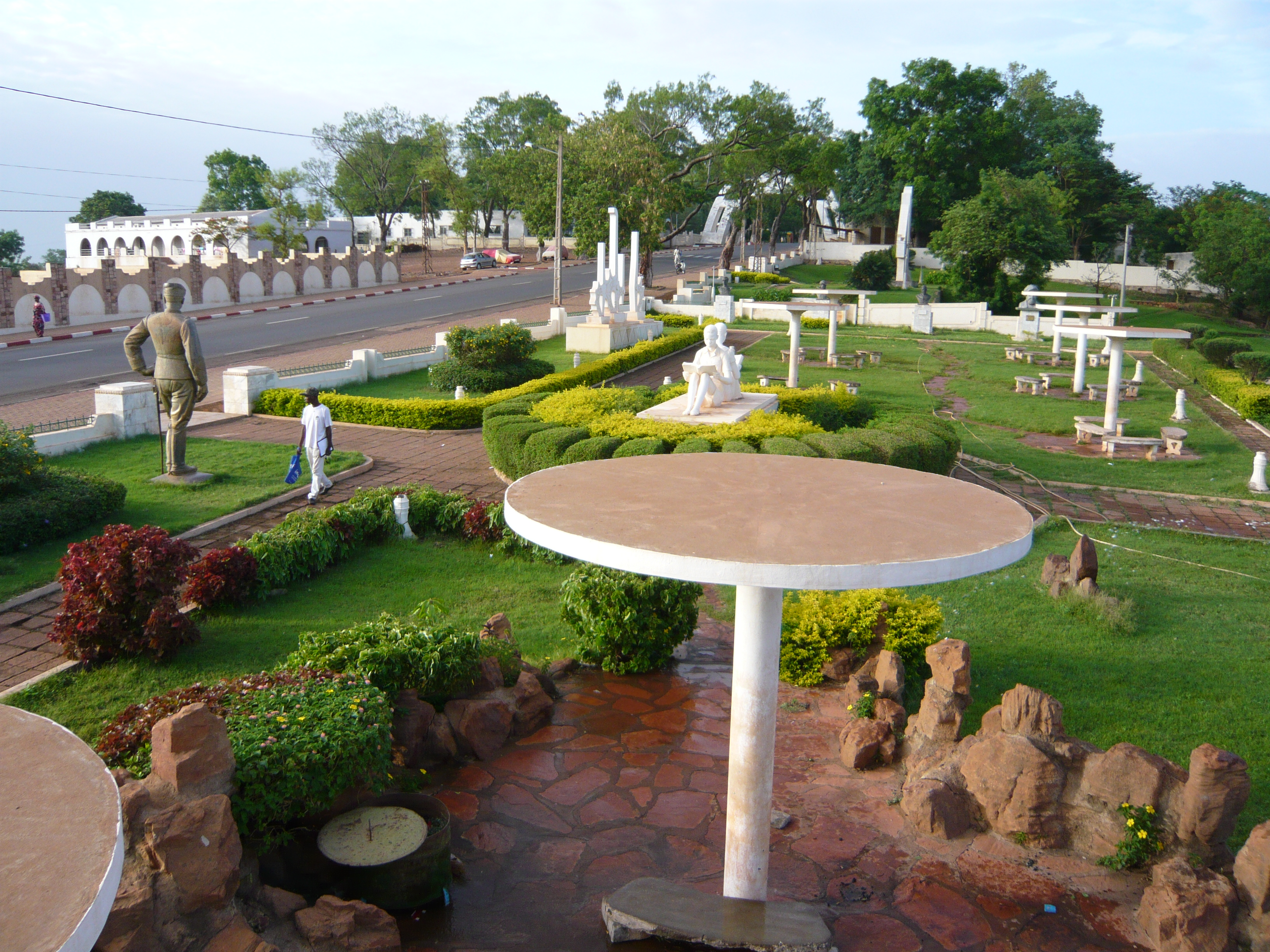
Place des explorateurs.
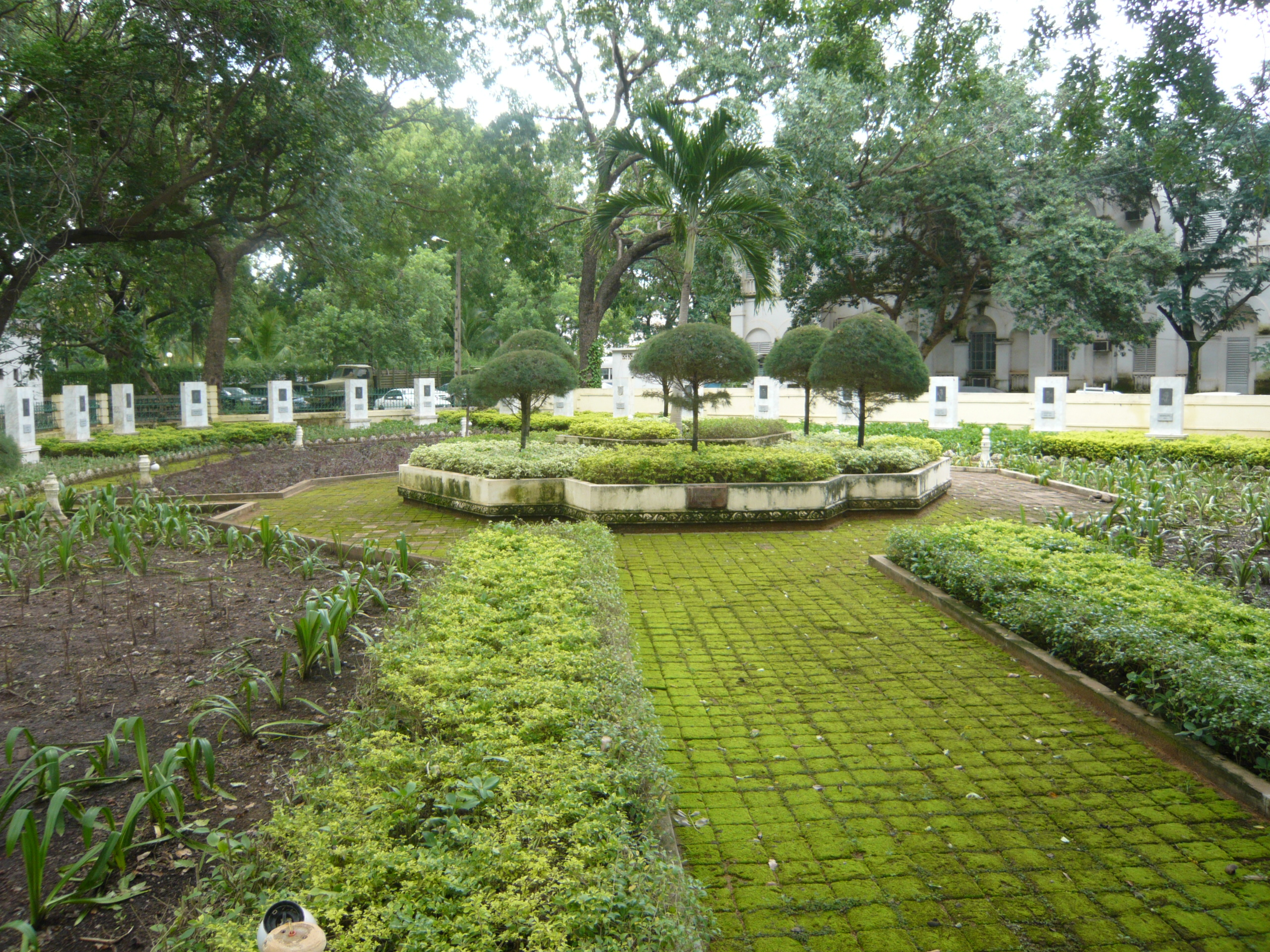
Place des gouverneurs.
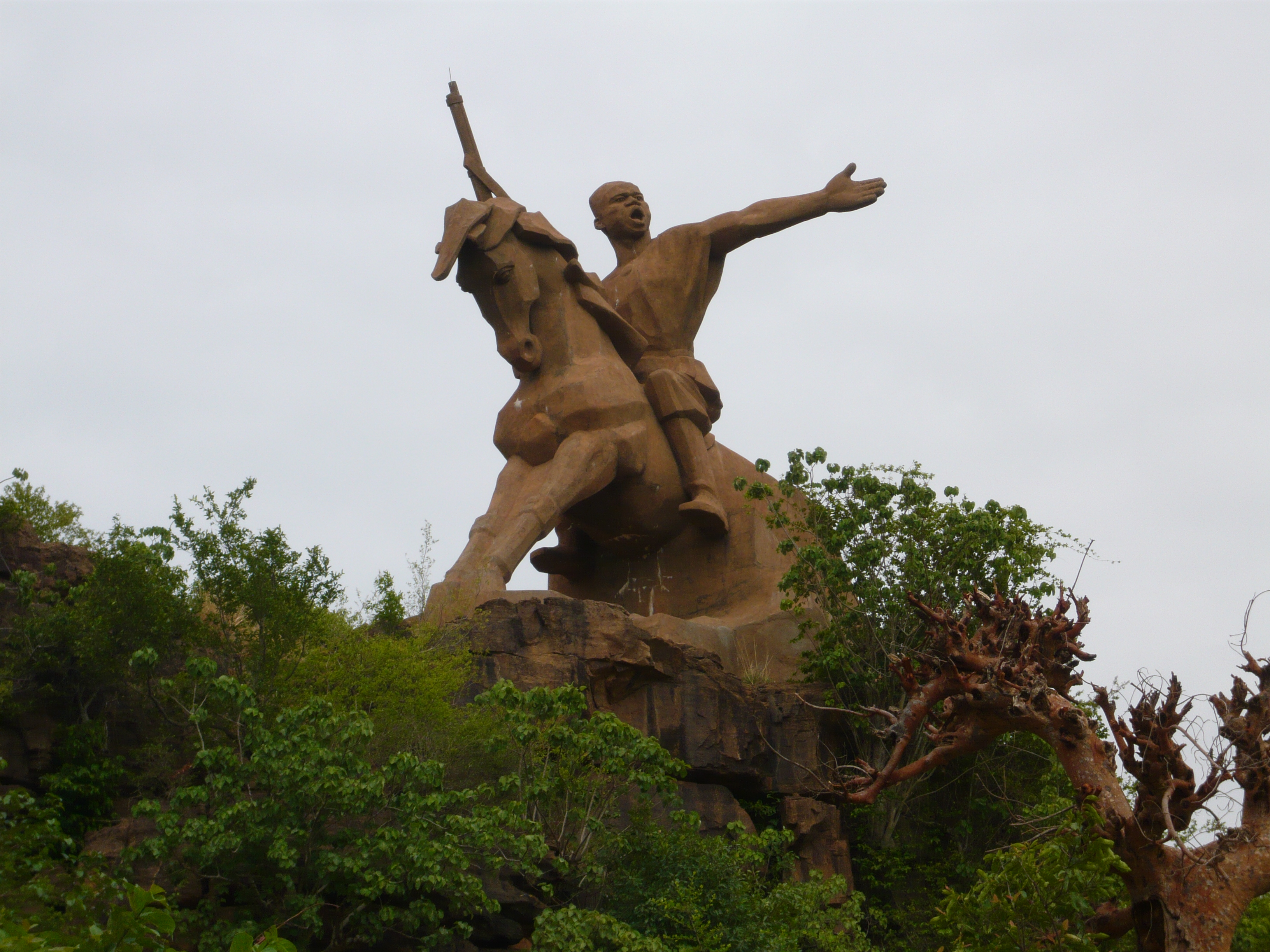
Sofa de Samory-Woyowoyanko.
Monument aux héros de l'armée noire.
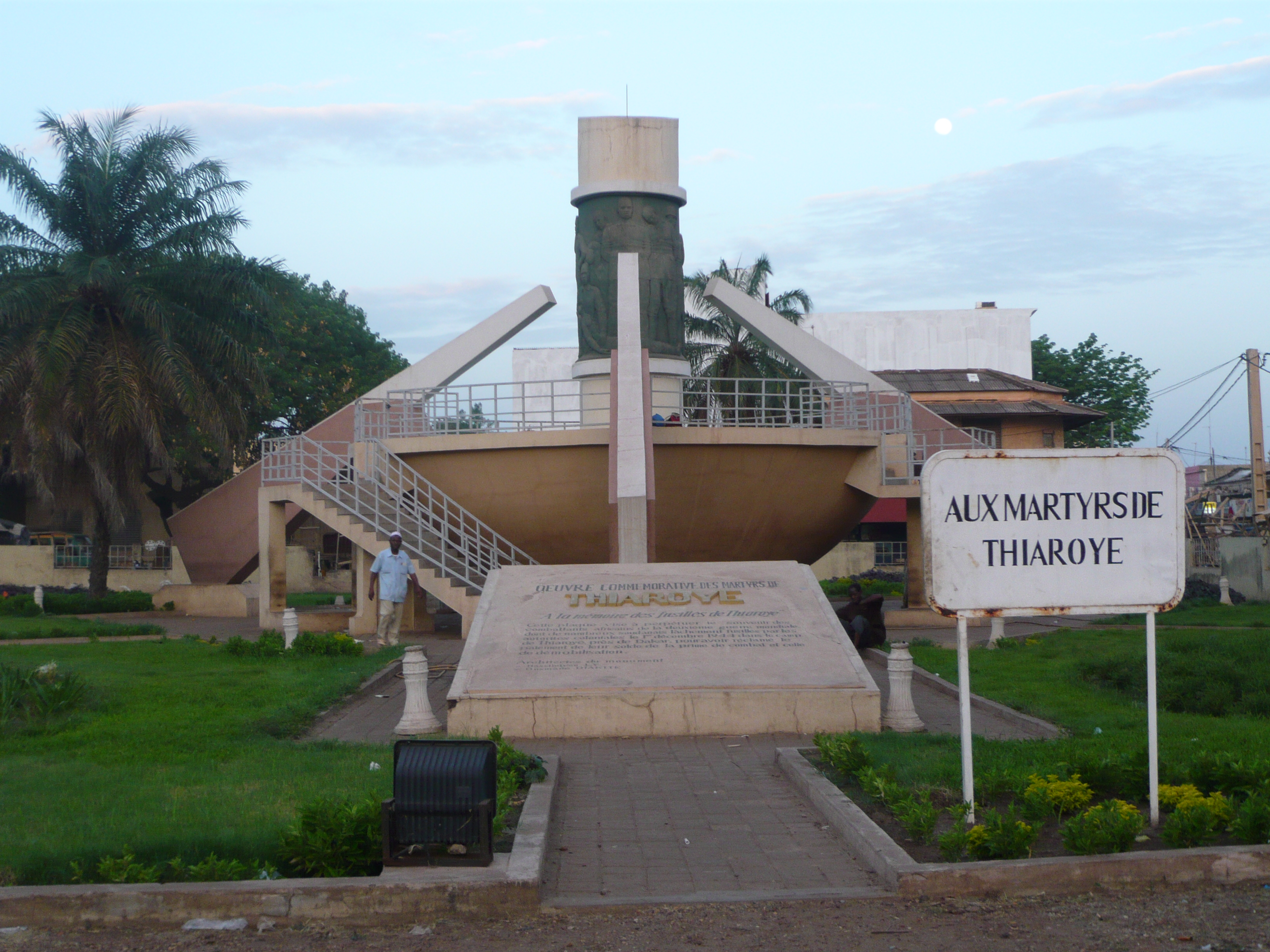
Place des Martyrs de Thiaroye.
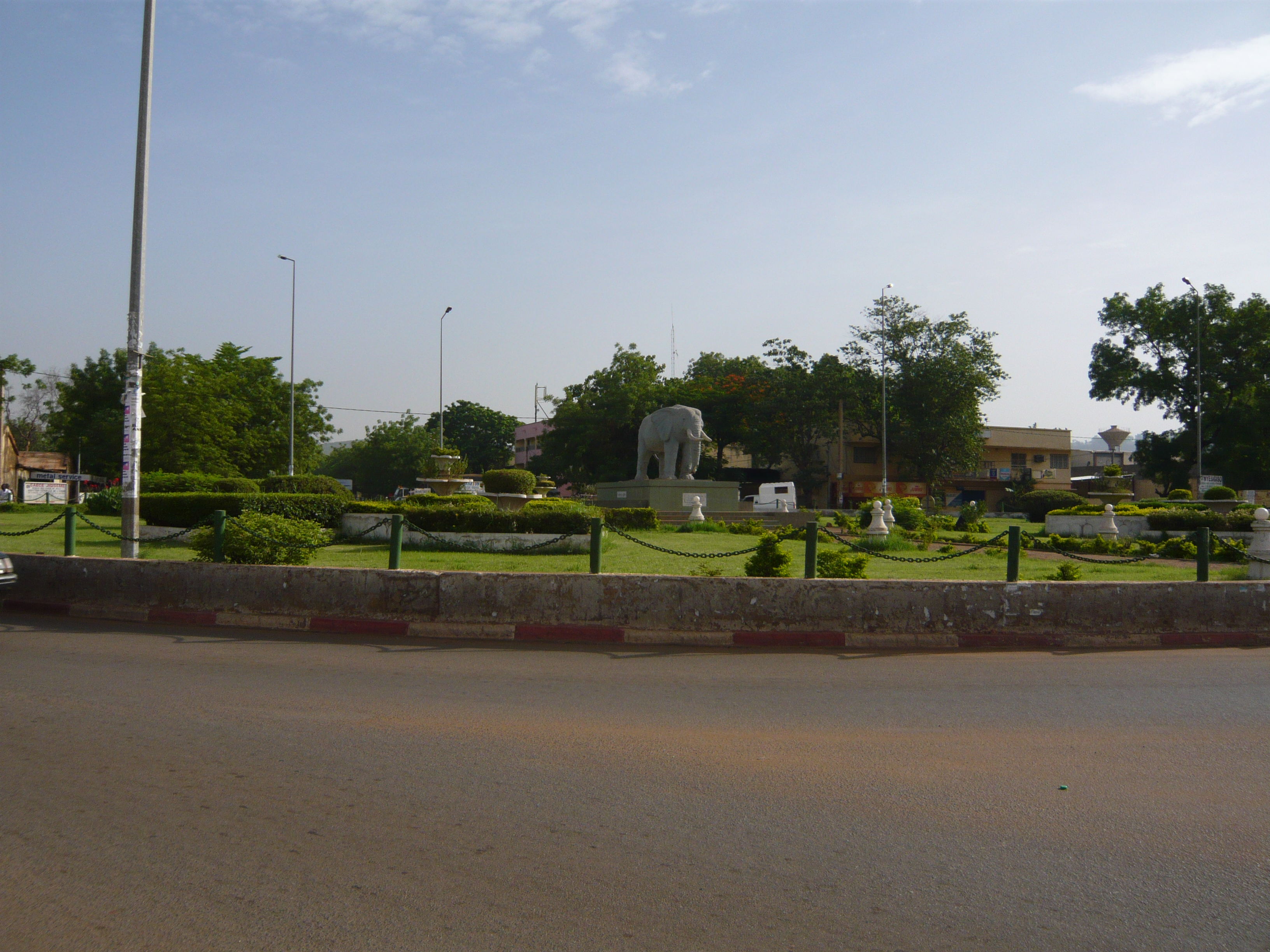
Place Mamadou Konaté.
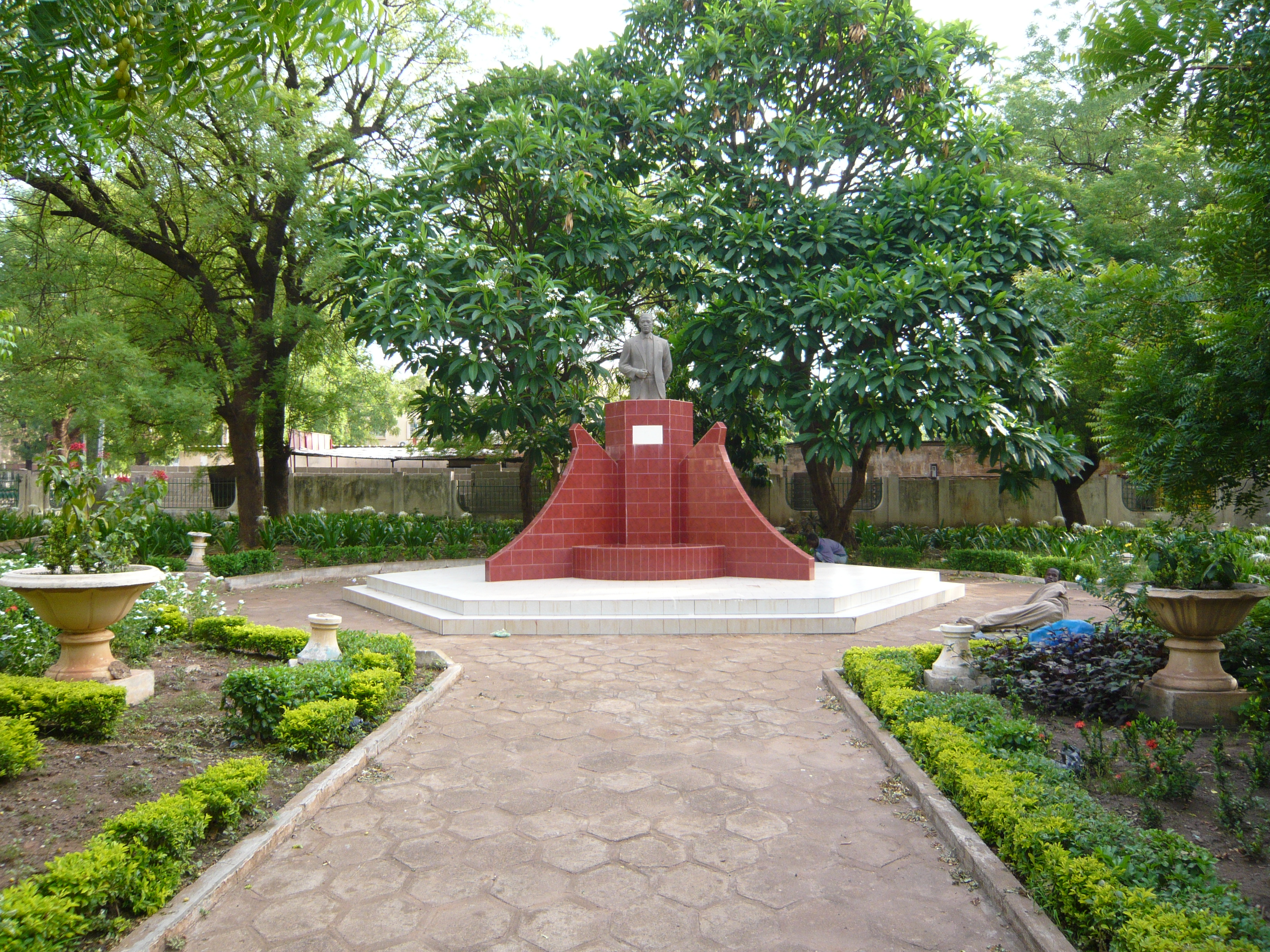
Place Ouenzin Coulibaly.
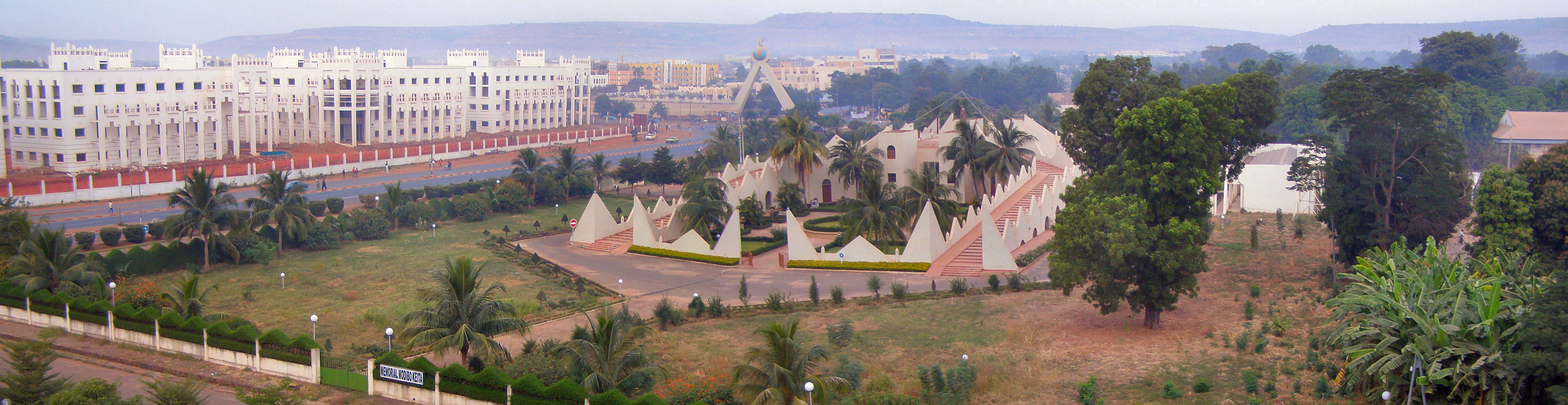
Mémorial Modibo Keita.

### Place des Explorateurs

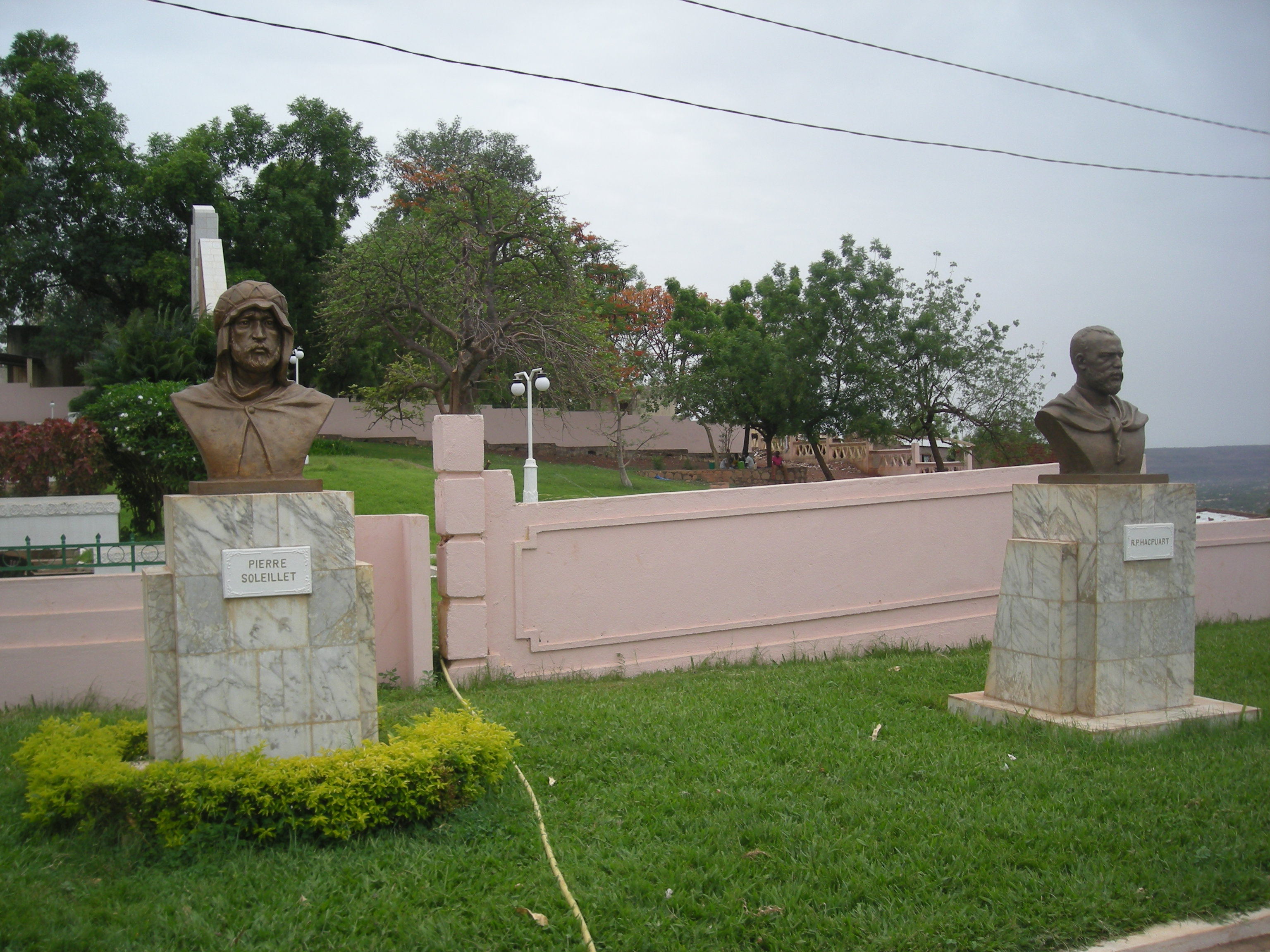
Place des Explorateurs - P.Soleillet, A.Hacquard

Située à Koulouba, entre la place des Nations et le Carré des Cités et Villes Martyres du Mali, elle contient plusieurs bustes d'explorateurs (Eugène Mage, René Caillié, Augustin Hacquard, Paul Soleillet) ainsi que celui de Borgnis Desbordes qui conduira la prise de Bamako en 1883. On y trouve également une statue représentant deux élèves africains (une fille et un garçon, dos à dos) en train de lire.

### Place des gouverneurs
Située à Koulouba, près de l'entrée du palais, derrière le bâtiment des Archives Nationales, elle présente des espaces verts aménagés et comporte vingt-six socles en marbres supportant autant de gravures figurant les portraits de gouverneurs du Soudan français :
1. Gustave Borgnis-Desbordes (1880-1883)
2. Antoine Vincent Auguste Combes (1884-1885)
3. Joseph Gallieni (1886-1888)
4. Louis Archinard (1888-1891)
5. Pierre Marie Gustave Humbert (1891-1892)
6. Louis Albert Grodet (1893-1895)
7. Louis Edgard de Trentinian (1895-1899)
8. Marie Michel Alix René Audéoud (1899)
9. Amédée William Merlaud-Ponty (1899-1908)
10. Marie François Joseph Clozel (1908-1915)
11. Raphaël Valentin Antonetti (1916-1917)
12. Charles Désiré Brunet (1918-1919)
13. Marcel Olivier (1919-1920)
14. Jean Henri Terrasson de Fougères (1921-1931)
15. Louis Jacques Eugène Fousset (1931-1935)
16. Adolphe Sylvestre Félix Eboué (1935)
17. Matteo Mathieu Maurice Alfassa (1935-1936)
18. Ferdinand Rougier (1936-1938)
19. Jean Desanti (1938-1940)
20. Jean Rapenne (1940-1942)
21. Auguste Calvel (1942-1946)
22. Edmond Louveau (1946-1952)
23. Albert Jean Mouragues (1953)
24. Lucien Geay (1953-1956)
25. Henri Victor Gipoulon (1956-1959)
26. Jean Charles Sicurani (1959-1960)

### Le sofa de Samory-Woyowoyanko
Perché sur la colline, à Koniambougou (sud-ouest de Bamako), il représente un sofa (soldat-esclave) de Samory Touré. Les troupes de Samory Touré, chef de guerre et fervent opposant à la colonisation française, menées par Kèmè Bourèma, remportèrent une difficile bataille à Woyowoyanko contre l'armée coloniale pourtant mieux équipée.

### Monument aux héros de l'Armée Noire

Monument aux héros de l'Armée noire

Situé sur la place de la Liberté, il présente cinq soldats noirs devant lesquels se tient un officier blanc. Construite en 1922 par Paul Moreau-Vauthier et inaugurée en 1924, c'est un hommage de la France aux soldats de l'Armée Noire morts au combat durant la Première Guerre mondiale. Elle porte une inscription : « En témoignage de la reconnaissance envers les enfants d’adoption de la France, morts au combat pour la liberté et la civilisation ».
Il est à noter que cette statue est mal comprise par les bamakois ; ceux-ci la voyant comme une représentation des sofas de Samory.
Aussi, c'est un des rares monuments de l'époque coloniale n'ayant pas été déboulonné à l'indépendance.
Un monument sorti du même moule fut érigé à la même époque à Reims « en témoignage de reconnaissance envers les Enfants d'adoption de la France, morts en combattant pour la Liberté et la Civilisation ». Constitué du même groupe de personnages sur un socle en granit où étaient gravés les noms des principales batailles de la Première Guerre mondiale impliquant des troupes africaines, il fut retiré en 1940 par les Allemands et disparut. Une reconstitution en a été faite en 2013.

### Place des Martyrs de Thiaroye
Située à Bagadadji, elle rend hommage aux tirailleurs sénégalais tués à Thiaroye (banlieue de Dakar) le 1er décembre 1944 (massacre de Thiaroye). Ces tirailleurs démobilisés, après avoir été libérés avec l'arrivée des troupes alliées en France, apprennent que leurs droits ne leur seront pas versés intégralement. Accusés de mutinerie, ils sont encerclés par les soldats de l'armée française aux côtés desquels ils ont combattu en Europe, qui ouvrent le feu sur eux, faisant au moins 70 morts (voire des centaines). La répression touche 34 survivants, condamnés à des peines de 1 à 10 ans de prison et 10 000 F d'amende. Les inculpés snt également exhibés tels des bêtes à Dakar.

### Place Mamadou Konaté
Située à Hamdallaye, sur l'avenue Cheickh Zayed, elle représente un éléphant, symbole du Rassemblement démocratique Africain (RDA) créé à Bamako en 1946. Mamadou Konaté, président de l’Union Soudanaise est considéré comme le père de l'indépendance du Mali.

### Mémorial Modibo Keita
Situé à l'entrée du pont Fahd, c'est un complexe comprenant un centre de documentation ainsi que des salles d'exposition et de conférences. L'architecture des bâtiments représente un idéogramme Dogon et est surmontée d'une statue de Modibo Keïta, premier président du Mali

### Monument de l'Indépendance
Situé à l'entrée de l'avenue éponyme au quartier du fleuve, c'est un monument original d'inspiration soudanaise et moyen-oriental. Surmontée d'un minaret, des tablettes alignées à sa base portent les noms des acteurs de l'indépendance.

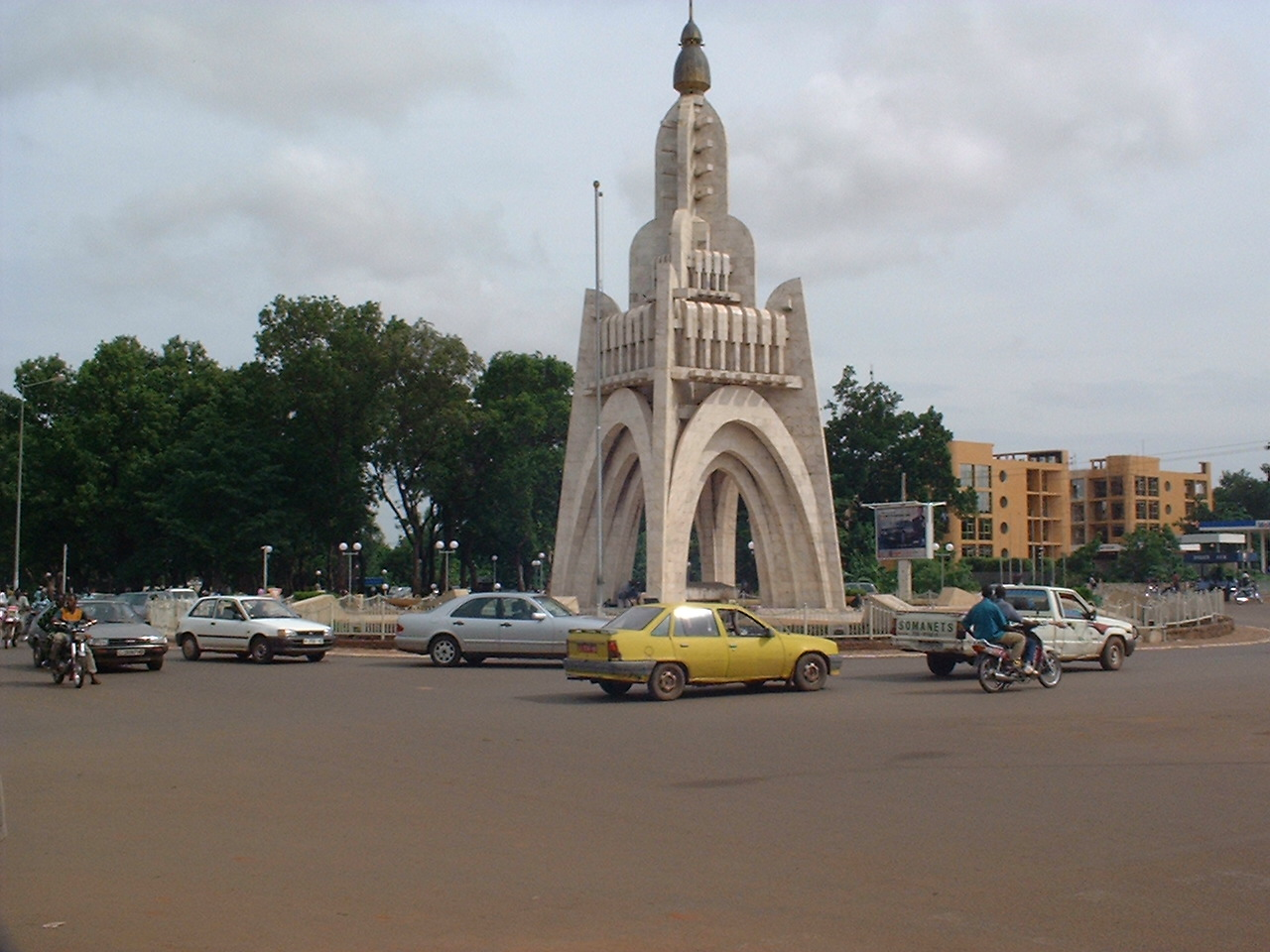
Monument de l'Indépendance.

### Place Ouezzin Coulibaly
Située avenue de la Liberté à Medina Coura, elle représente un buste de Ouezzin Coulibaly, personnalité politique de Haute-Volta (maintenant Burkina Faso), membre influent du RDA et héros de l'indépendance.

## Monuments panafricanistes

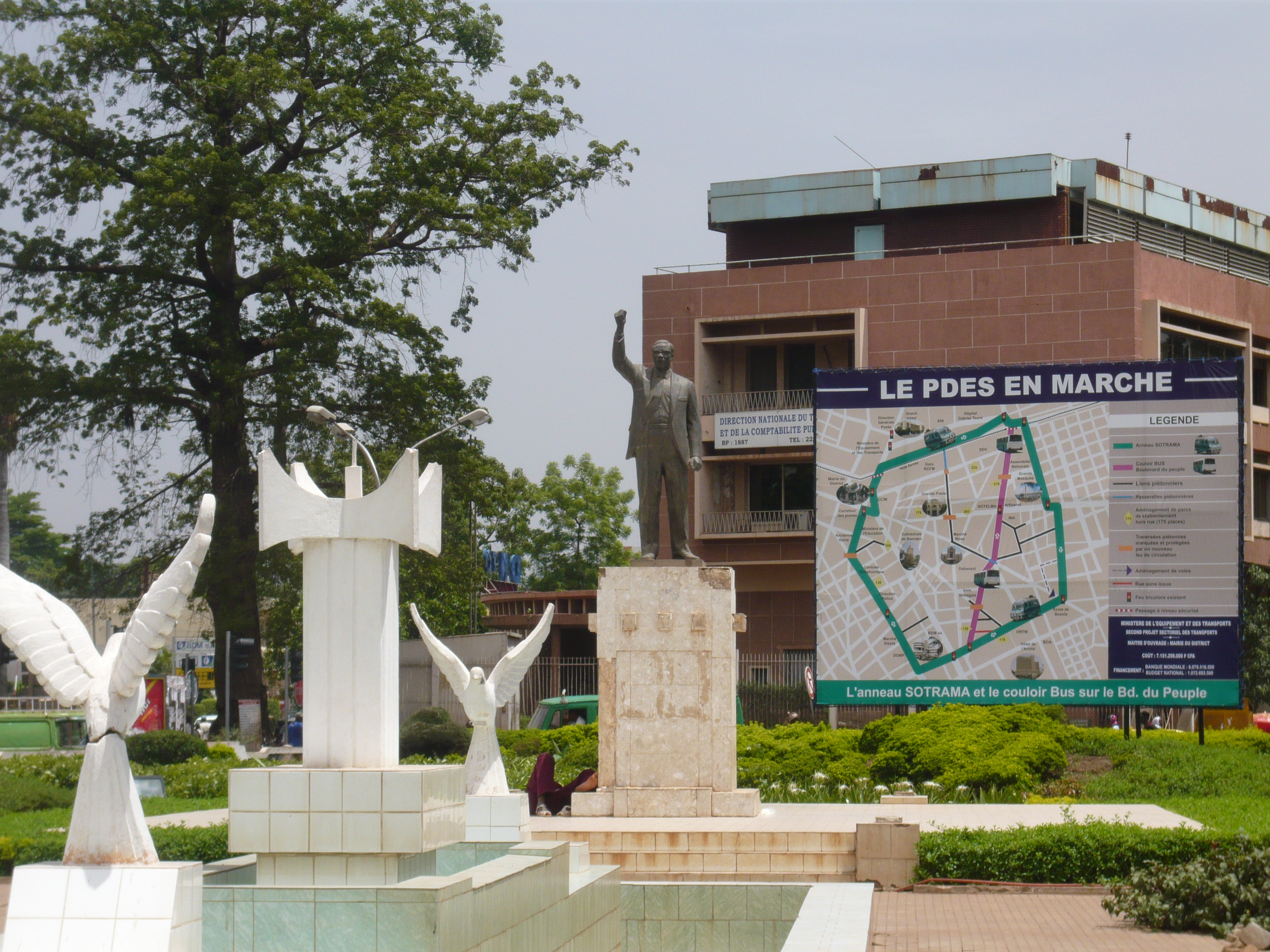
La Statue de Patrice Lumumba en 2008.
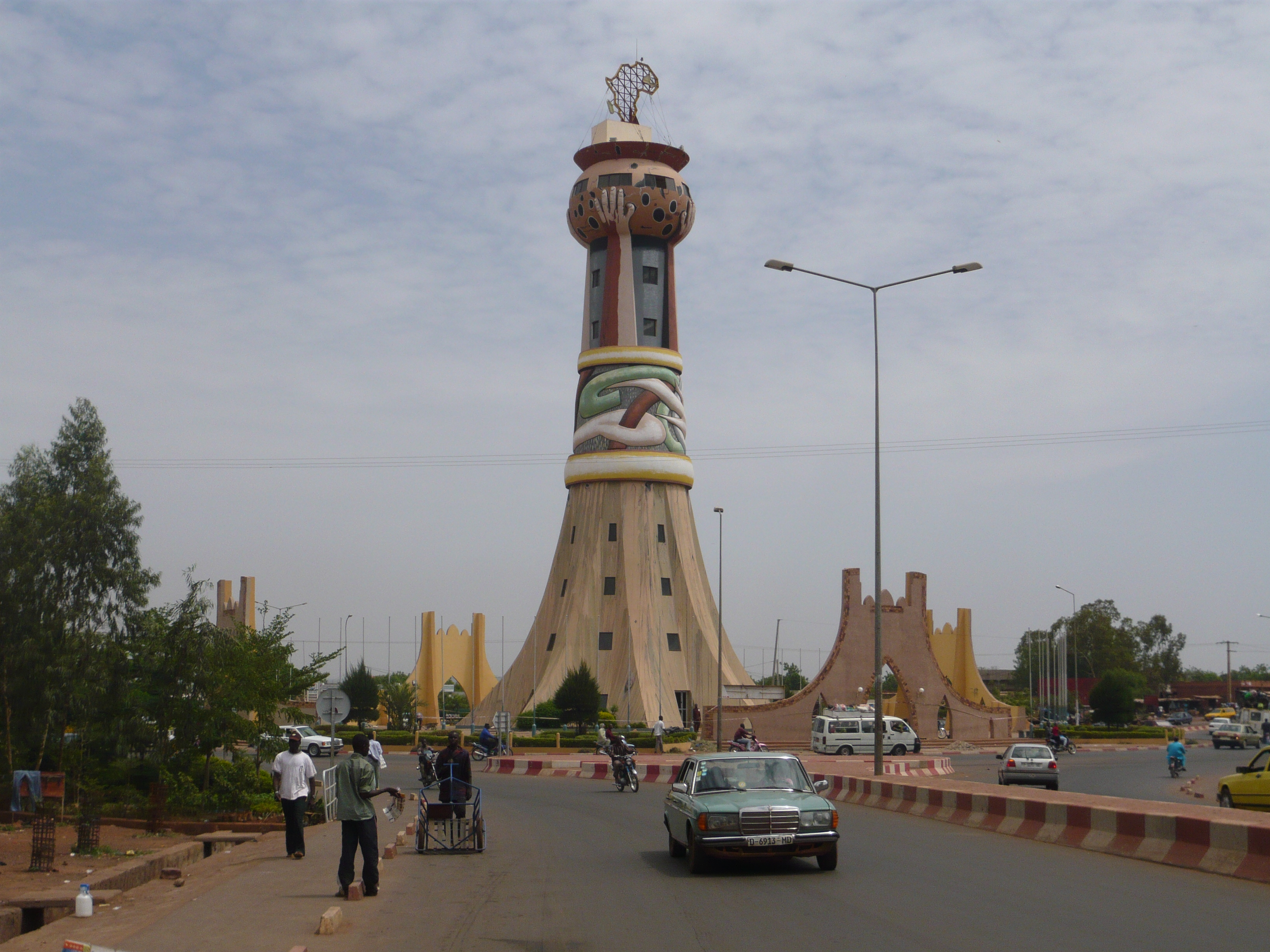
La Tour d'Afrique.
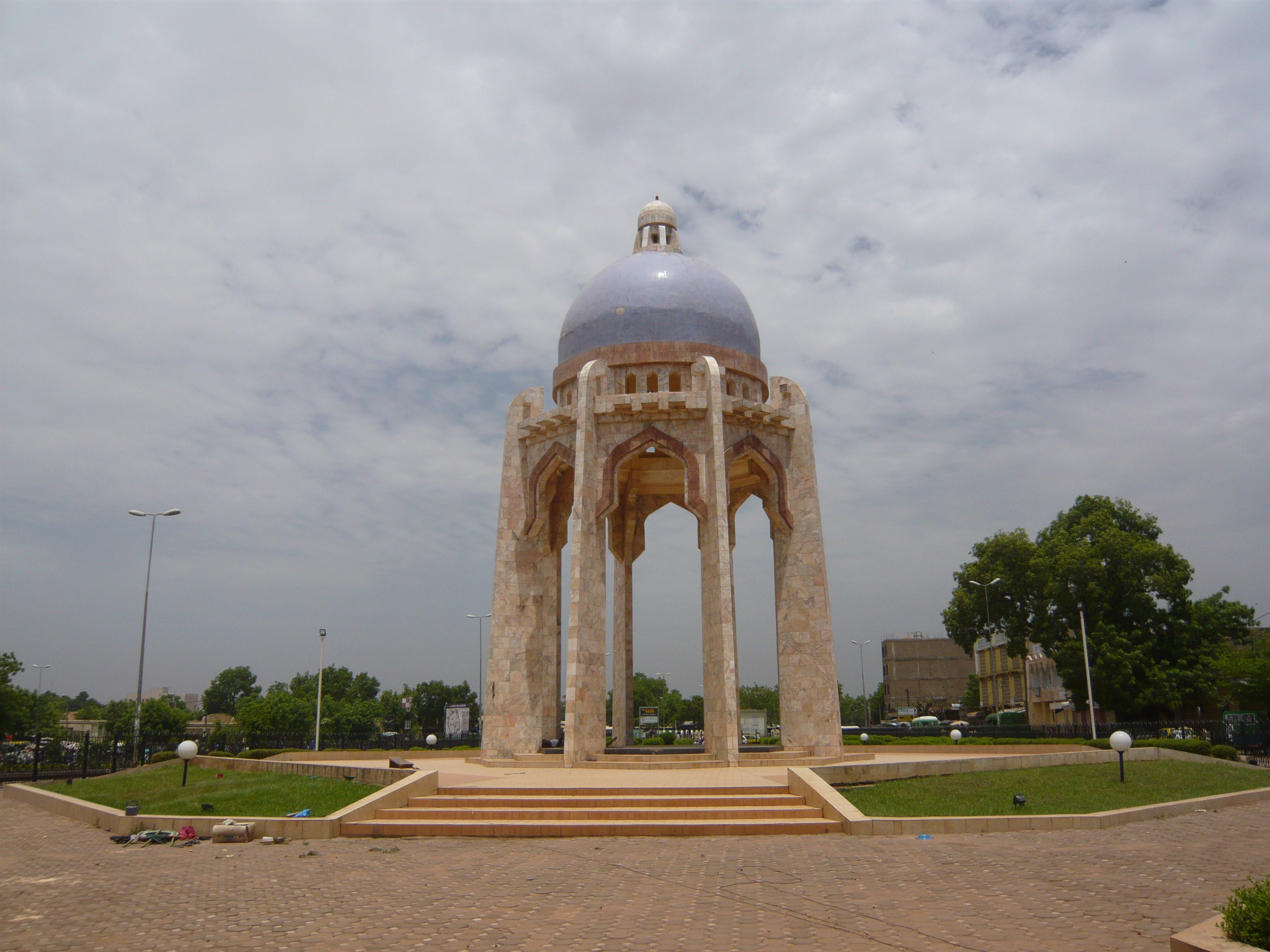
Monument Al-Qods.
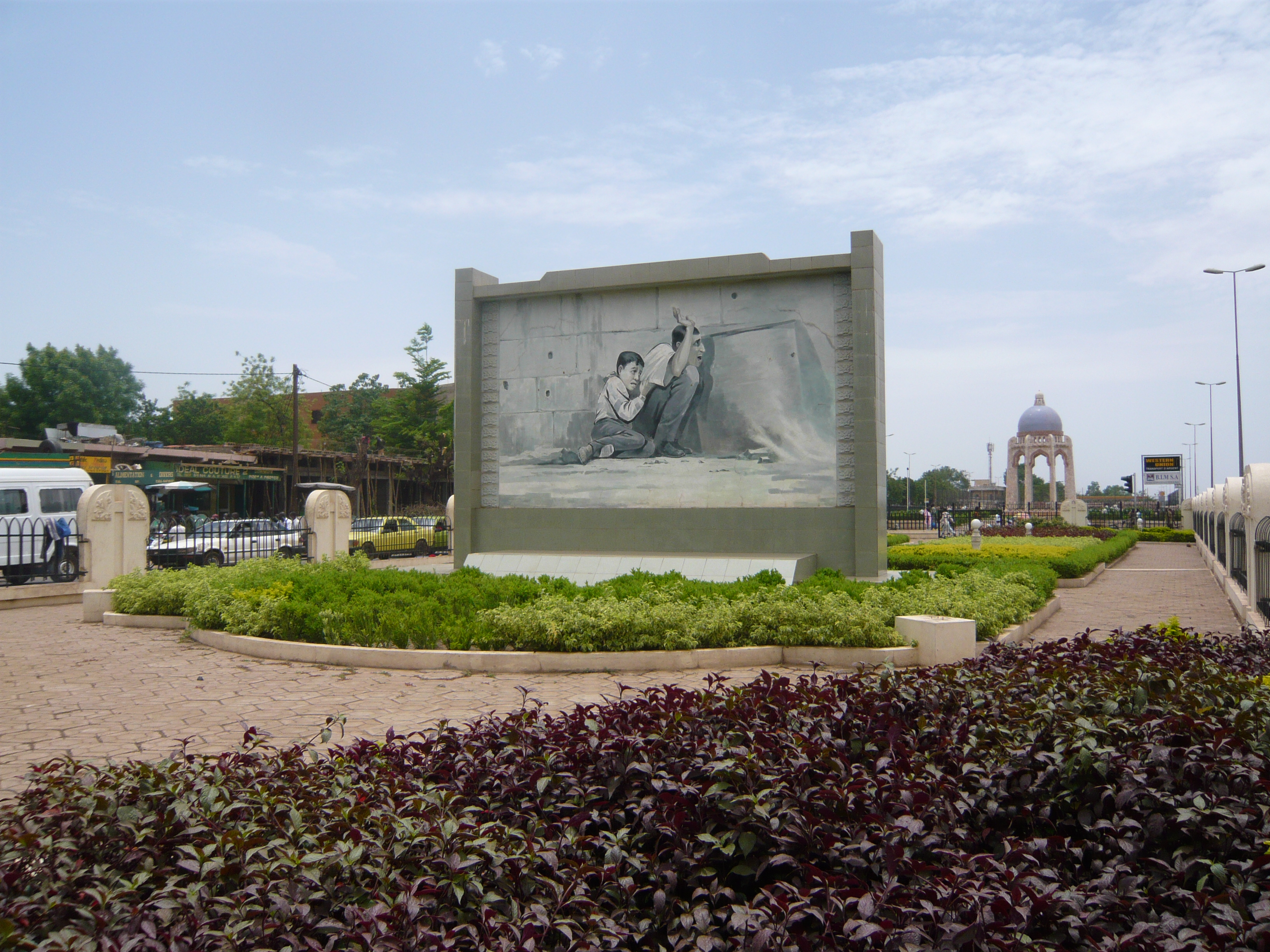
Monument de l'enfant palestinien.

### Statue Patrice Emérite Lumumba
Cette statue est située au quartier du fleuve sur la route qui mène à l'ambassade de France près du monument des martyrs du 26 mars 1991. Cette statue rend hommage à Patrice Lumumba, pour son combat sans faille, son sacrifice pour son pays en particulier et l'Afrique en général. Une statue qui témoignant le vrai sens élevé du patriotisme de Patrice qui s'est battu corps et âme pour le bien son pays et du continent Africain tout entier. Considéré en république démocratique du Congo comme le premier "héros national" du pays.

#### Patrice Lumumba
Né en juillet 1925 à Onalua Congo belge, et mort en janvier 1961 au Katanga. Il était catholique et un homme politique. Grande figure de l'indépendance de la république démocratique du Congo belge. Lumumba croyait en sa mission, il avait une confiance exagéré dans le peuple. Il crée en octobre 1958 le mouvement national congolais (M-N-C), homme d'État congolais premier premier ministre de la république démocratique du Congo en 1960. Il fut assassiné. Patrice était marié et père d'au moins six enfants avec Pauline Opanga Lumumba née en 1937 morte en décembre 2004. Elle est la mère de six enfants de Patrice Lumumba et ne s'est jamais remariée depuis la mort de celui-ci en janvier 1961.

### La Tour d'Afrique
Conçue comme un baobab géant de 46 mètres avec à la base des contreforts saillants, la tour se situe à l'entrée de la ville sur une des voies d'accès à l'aéroport de Bamako. Elle est décorée à l'extérieur d'idéogrammes bamanan évoquant la concertation, l'union et la solidarité. Elle porte à son sommet une jarre percée qui est l'illustration de la célèbre sentence du roi Ghezo du Bénin et qui était devenue la devise de la très combative Fédération des Étudiants d'Afrique noire en France (FEANF). "Si tous les enfants du pays venaient par leurs mains groupées boucher les trous du canari, le pays serait sauvé". Un appel à l'unité qui fait la force. La vocation panafricaniste du Mali se conjugue avec ses engagements pour certaines causes."

## Monuments relatifs auMali nouveau

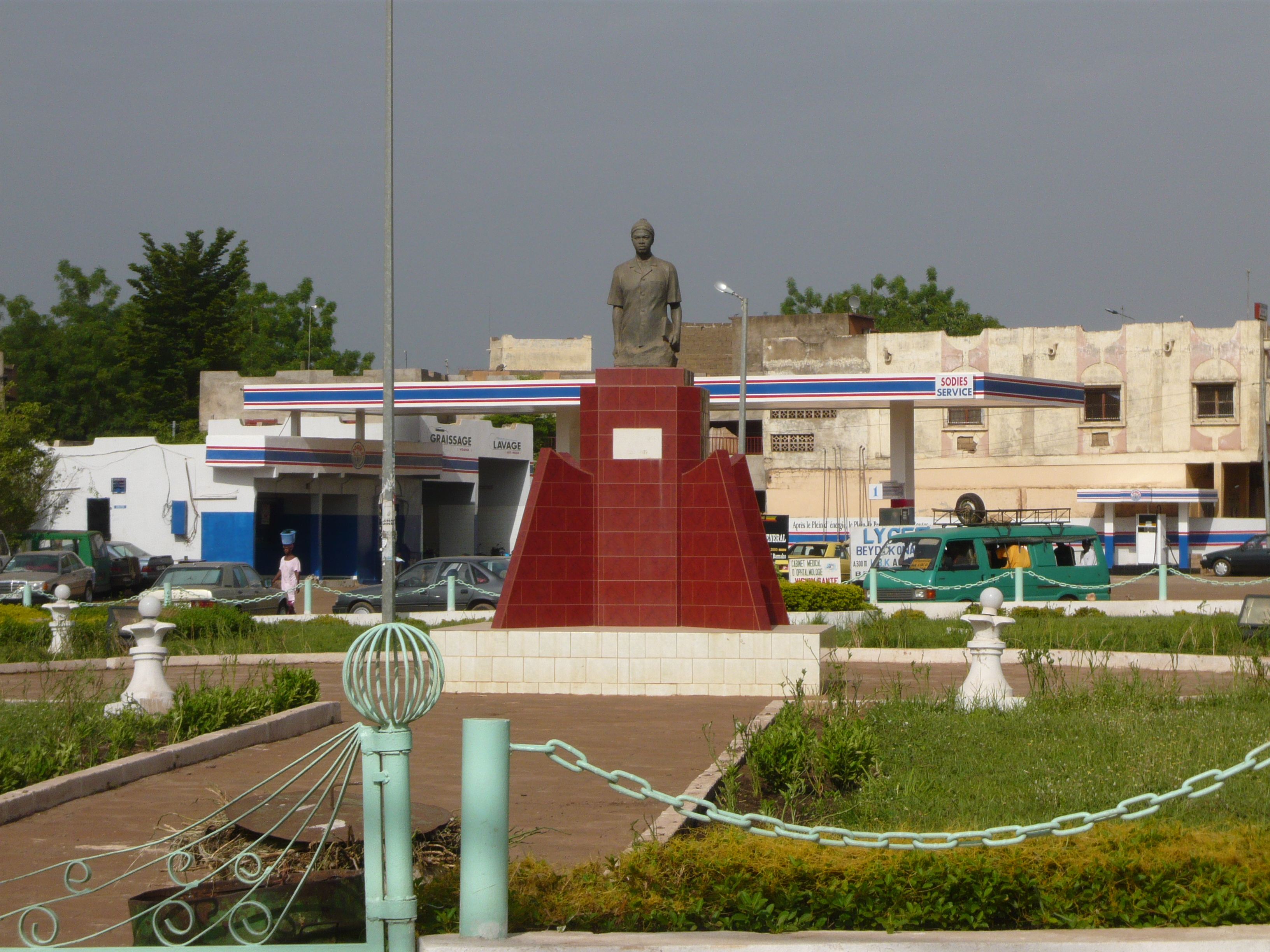
Place Abdoul Karim Camara
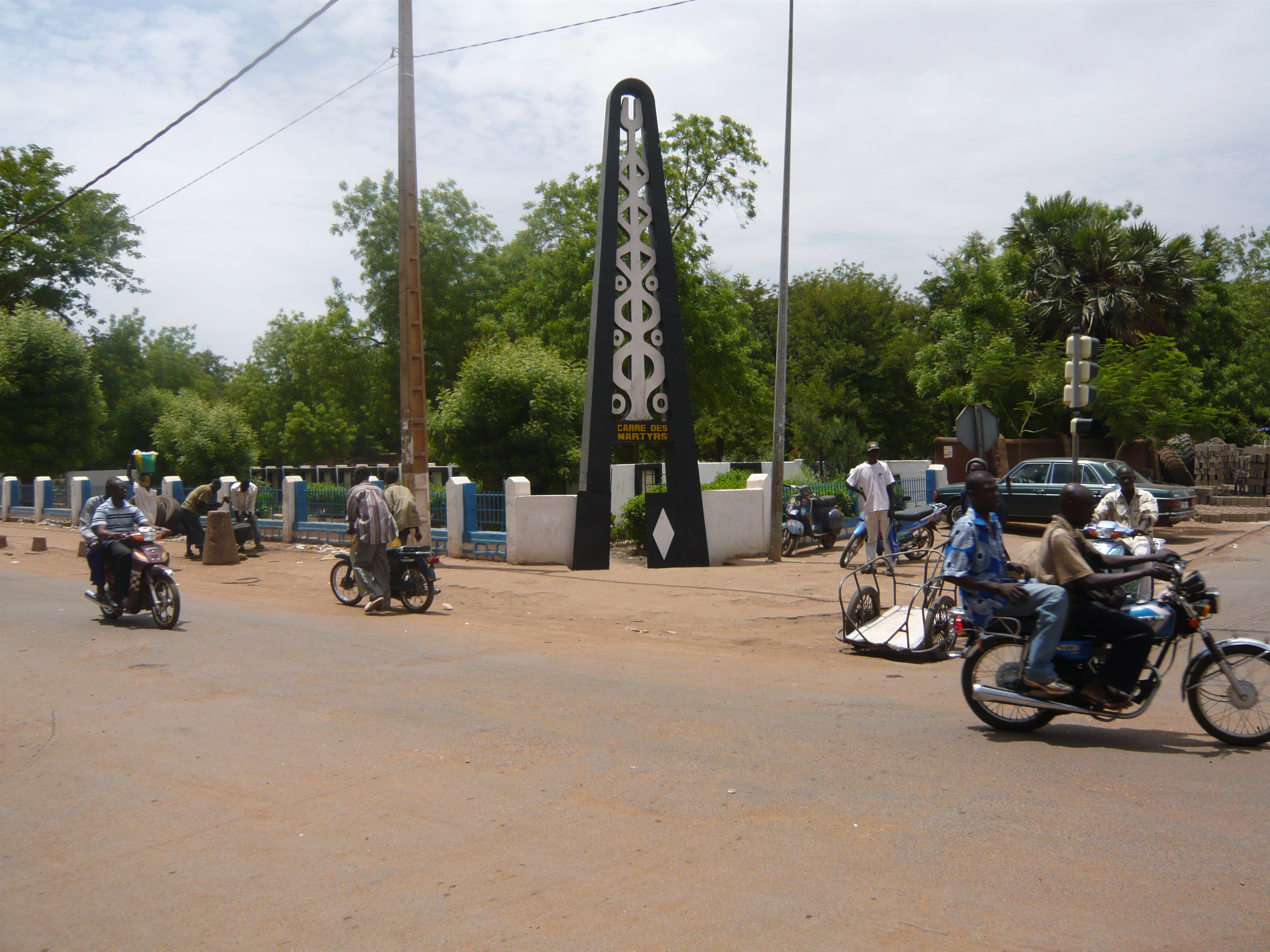
Carré des martyrs
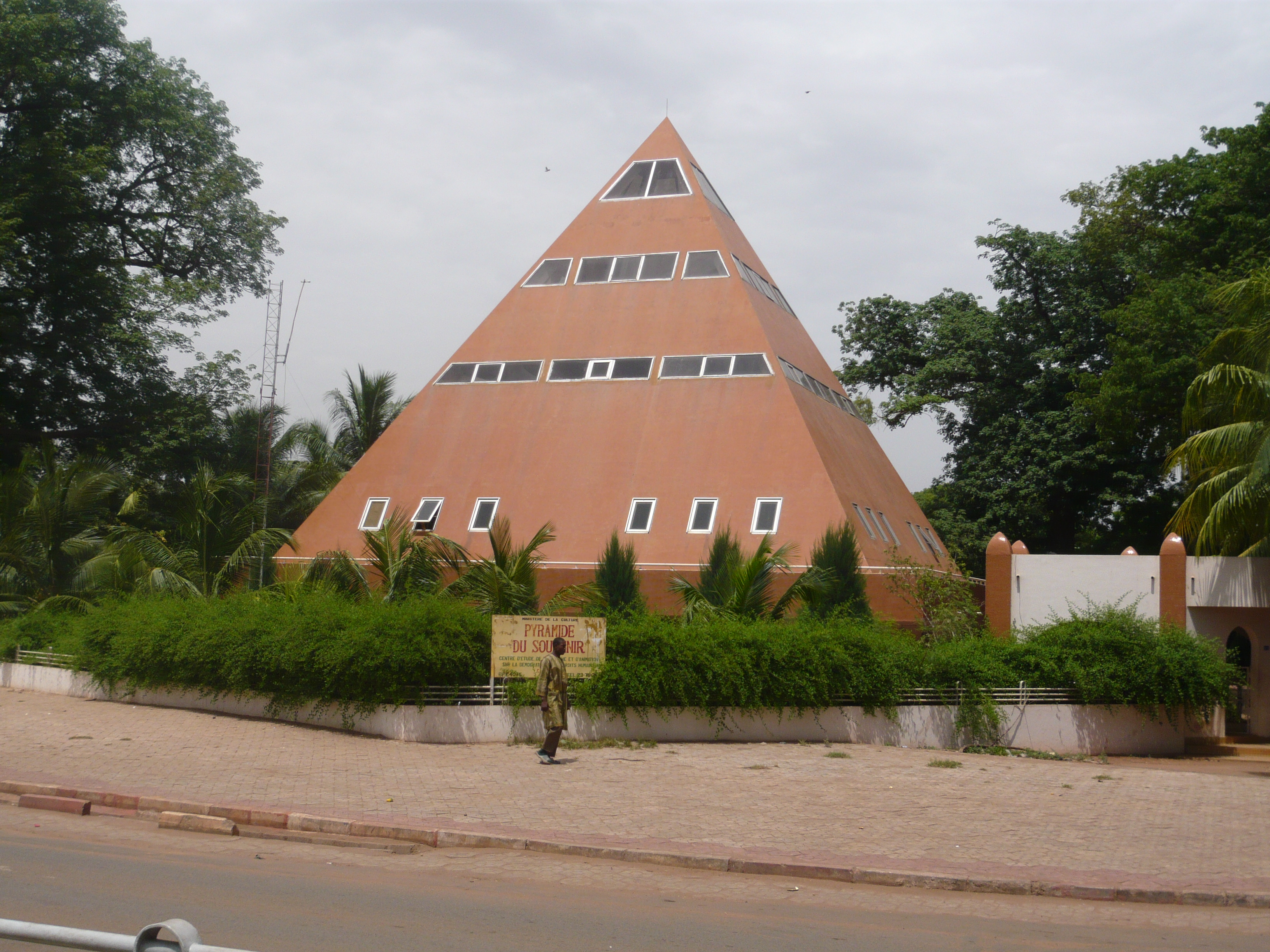
Pyramide du souvenir

### Place Abdoul Karim Camara
Monument érigé en souvenir d'Abdoul Karim Camara, leader étudiant mort sous la torture le 17 mars 1980. Président de l’Union des élèves et étudiants du Mali (UNEEM), il s'oppose au régime autoritaire de Moussa Traoré.

## Monuments de la Modernité

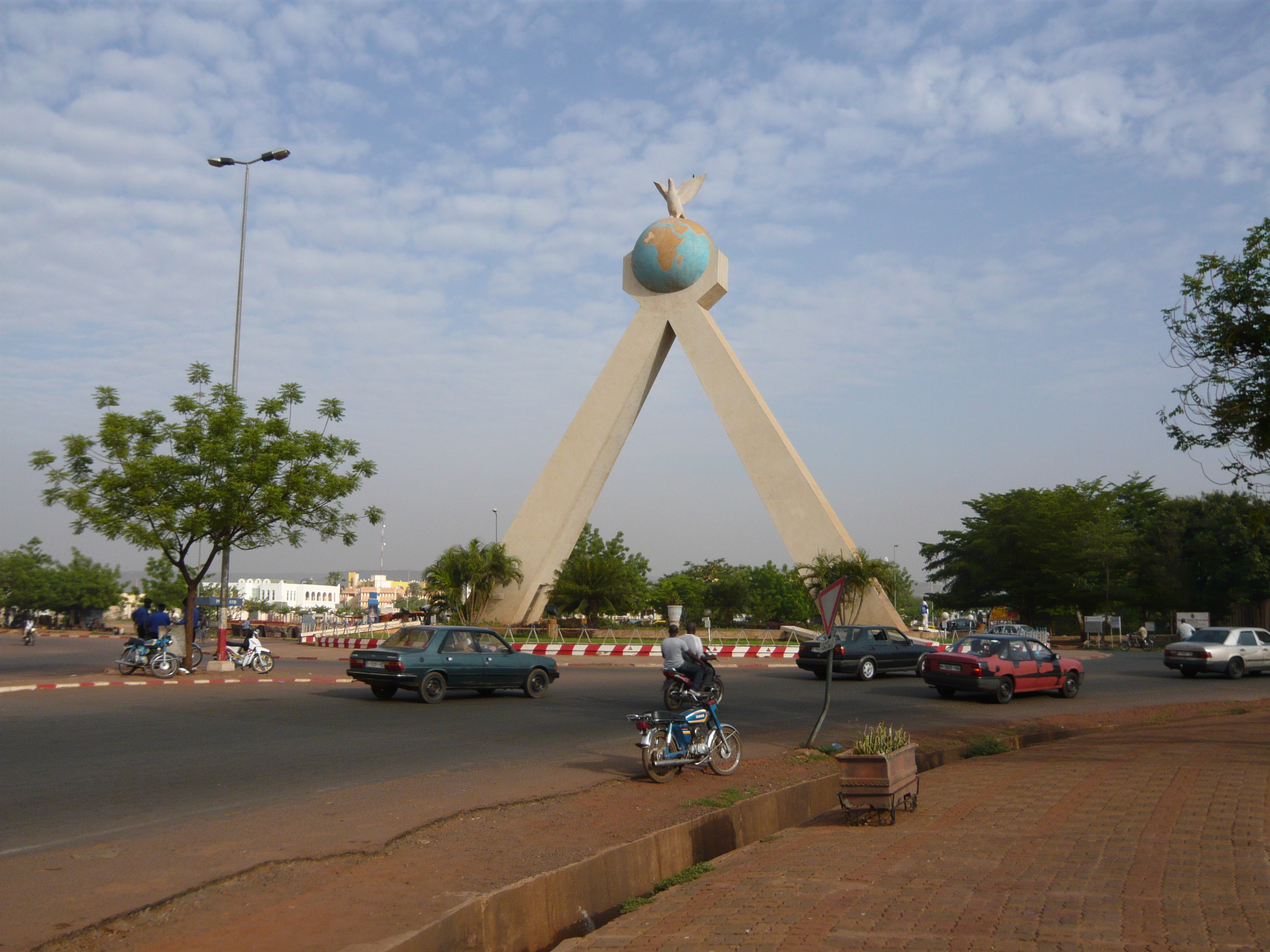
Monument de la Paix
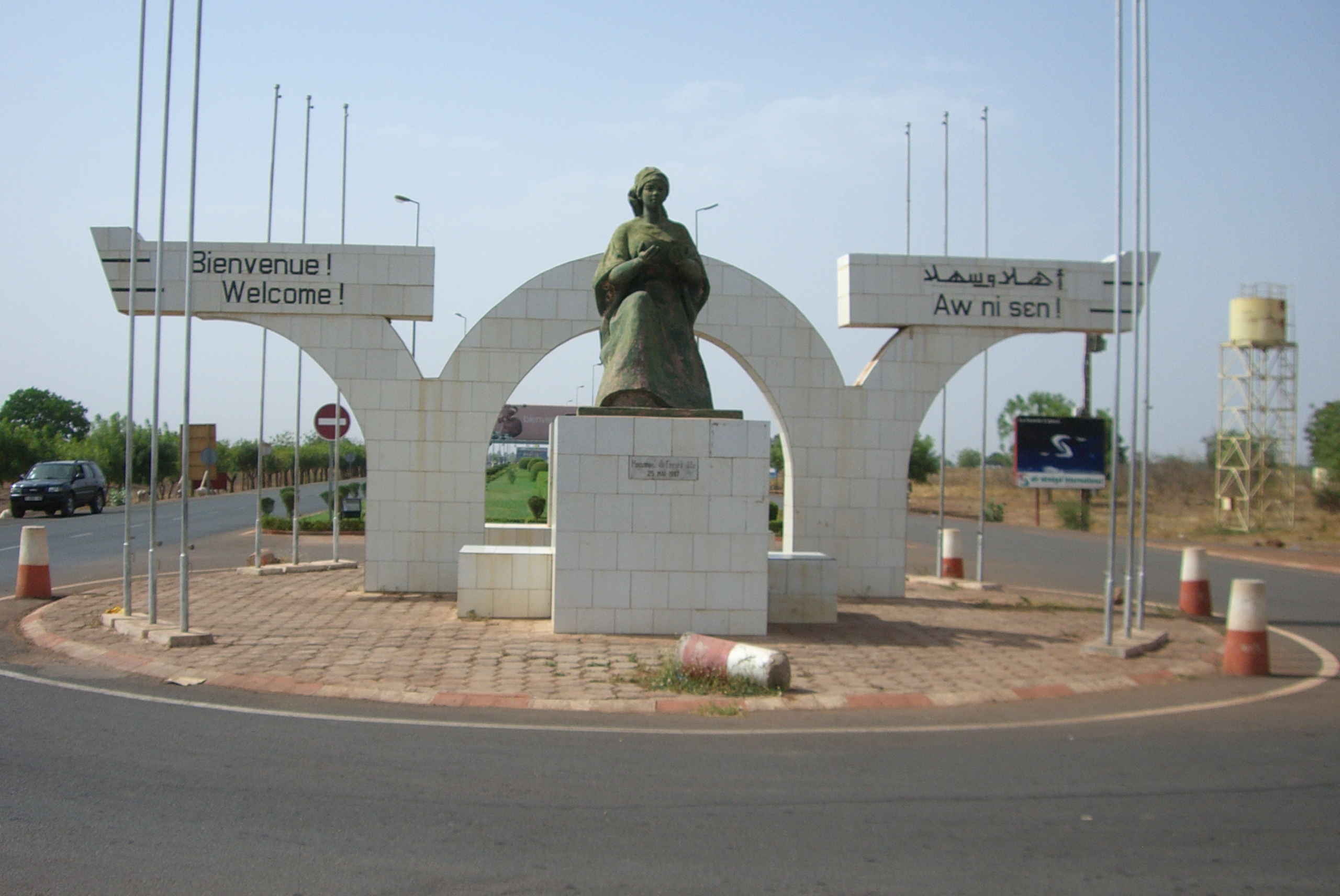
Monument de l'hospitalité
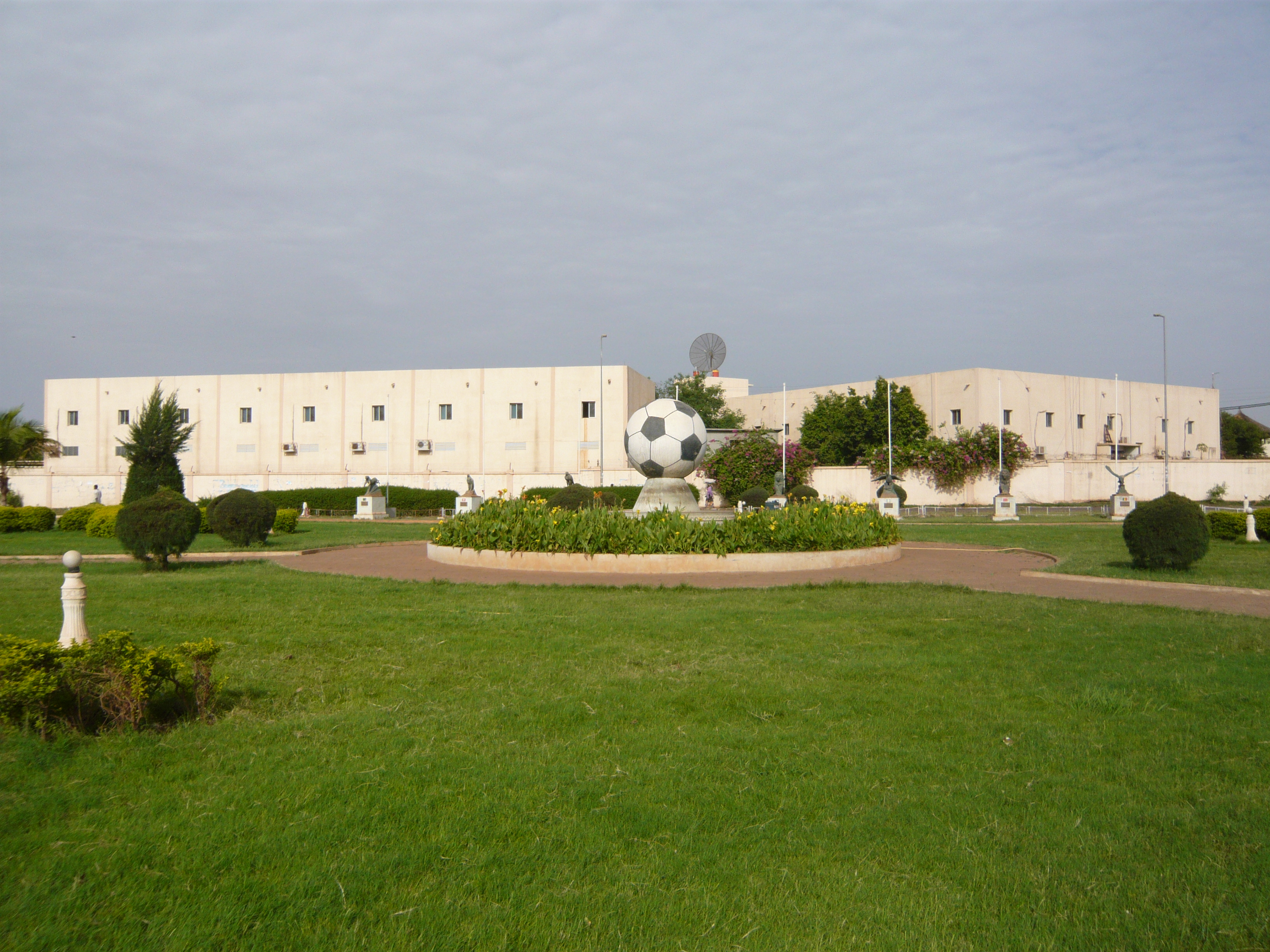
Place de la CAN

### Monument des Industries
Ce monument a été démonté en 2007 afin de dégager de l'espace pour les camions de marchandises qui traversent la ville.

### ACI 2000

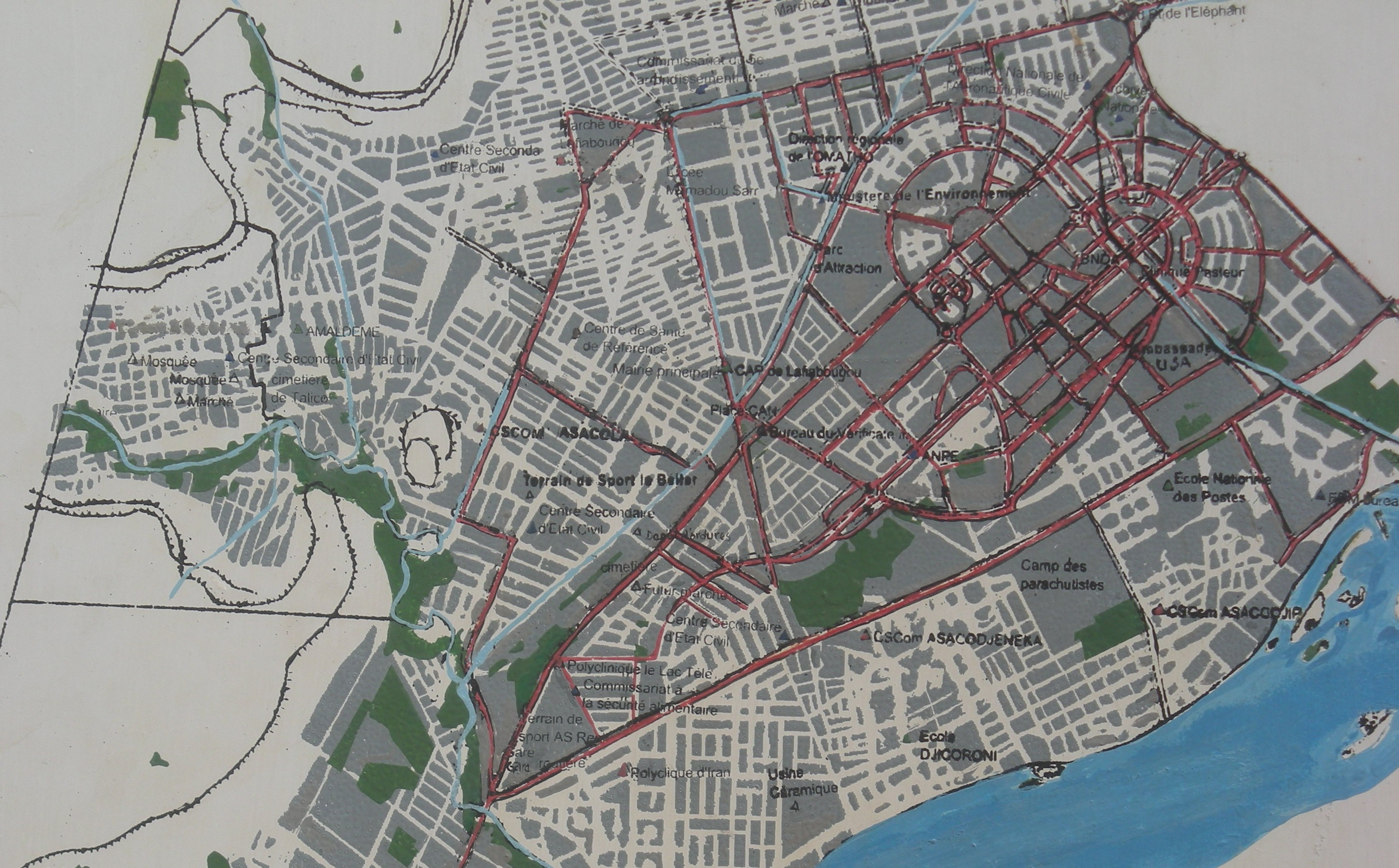
Plan du quartier Hamdallaye ACI 2000

ACI 2000 (Agence de Cession immobilière) résulte du plan de lotissement du Site de l’ancien Aéroport de Bamako sis à Hamdallaye en commune IV, et veut incarner le Mali moderne.
ACI 2000 est ainsi devenu le quartier d'affaires de Bamako. Il y a aussi quelques résidences privés qui appartiennent souvent à des personnes aisées.

### Monuments sportifs
Communément appelé place CAN (Coupe d'Afrique des Nations) ,, il est situé dans la commune IV (Lafiabougou,)
|  |  |  |
|  |  |  |